# Torneo Nacional de Ascenso 2015-16
La temporada 2015-16 del Torneo Nacional de Ascenso, segunda categoría del básquet argentino, fue la vigesimocuarta edición (24.°) desde su creación. Comenzó el 13 de octubre de 2015, cuando Salta Basket recibió en el Estadio Delmi a Comunicaciones de Mercedes, y finalizó en junio de 2016. 
Esta nueva edición fue parte de otra expansión más, queriendo pasar de 24 equipos de la pasada temporada, a 28 para esta. Continuó la división en conferencias, norte y sur, y para esta temporada volverían los descensos, uno por conferencia. Otro cambio notable es la implementación de un tope salarial para las plantillas, el cual es de dos millones de pesos.
A pesar de querer contar con 28 equipos, a falta de 26 días para el comienzo del torneo, y dos plazas por llenar, la organización decidió que el certamen se juegue con los 26 hasta ese día inscriptos, y así, nuevamente el torneo no tuvo descensos al Torneo Federal.
El 8 de junio de 2016 se disputó el quinto y último juego de la final, donde Hispano Americano de Río Gallegos se impuso en su estadio, el Tito Wilson, a Barrio Parque de Córdoba y logró el título y el ascenso a la Liga Nacional de Básquet.

## Modo de disputa
Serie regular
Primera fase
La primera fase de la serie regular contará con cuatro grupos o divisiones, dos de siete equipos y dos de seis equipos, donde los equipos se enfrentan entre sí con el formato de ida y vuelta, o partido y revancha, y se arrastra el 100% de los puntos obtenidos. La distribución de divisiones la hace la ADC. Los grupos con seis equipos juegan duelos inter-zonales a fin de alcanzar la misma cantidad de partidos comparando con la zonas de siete.
Segunda fase
Tras la primera, se agrupan los equipos en dos grandes "conferencias", una norte y una sur, cada una con trece equipos. Se suman los puntos de la anterior fase a los que se obtengan en esta. Los primeros cuatro equipos avanzan a los cuartos de final de conferencia, mientras que los ubicados entre el 5.° y el 12.° puesto avanzan a la reclasificación. Los últimos de cada zona dejan de disputar el certamen.
Puntuación en ambas fases
Durante el transcurso de la temporada, los equipos son ordenados por el rendimiento obtenido expresado con un cociente de partidos ganados/partidos jugados. Al finalizar las fases, se los puntúa con las reglas FIBA, 2 puntos por victoria y 1 por derrota.
| Conferencia norte   | Conferencia norte         | Conferencia sur     | Conferencia sur     |
| División norte      | División centro norte     | División centro sur | División sur        |
| ------------------- | ------------------------- | ------------------- | ------------------- |
| Comunicaciones (M)  | Barrio Parque             | Ciclista Juninense  | Olimpo (BB)         |
| Hindú Club (R)      | Echagüe                   | Estudiantes (O)     | Atenas (CdP)        |
| Oberá TC            | La Unión (Colón)          | Gimnasia (LP)       | Deportivo Viedma    |
| Salta Basket        | San Isidro                | Parque Sur          | Hispano Americano   |
| Sarmiento (R)       | BHY Tiro Federal Morteros | Platense            | Huracán (Trelew)    |
| UNCAus              | Unión (SF)                | Tomás de Rocamora   | Monte Hermoso       |
| Villa Ángela Basket |                           |                     | Petrolero Argentino |

Play-offs
Reclasifiación de conferencia
Los ubicados entre el 5.° y el 12.° puesto disputan serie a cinco juegos agrupados tal que se enfrentan 5.° y 12.°, 6.° y 11.°, 7.° y 10.°, y 8.° y 9.°, con ventaja de estadio para los mejores ubicados. Los ganadores avanzan, los perdedores dejan de participar.
Cuartos de final de conferencia
Los ubicados del 1.° al 4.° puesto, preclasificados, se enfrentan a los que avanzan de la previa fase con ventaja de cancha. Nuevamente se disputan partidos al mejor de cinco y se agrupan tal que el mejor ubicado se enfrente al peor clasificado y así sucesivamente para definir los restantes enfrentamientos. Los ganadores avanzan, los perdedores dejan de participar.
Semifinales de conferencia
Los clasificados de la previa fase se enfrentan al mejor de cinco partidos con ventaja de localía para aquel equipo con mejor posición en la serie regular. Los mejores ubicados se enfrentan a los peores ubicados mientras que los restantes lo hacen entre sí.
Final de conferencia
Los dos que avanzaron de la fase previa se enfrentan para dirimir que equipo de cada conferencia disputa el ascenso. Los mejores ubicados tienen ventaja de cancha. Las series son al mejor de cinco. Los perdedores dejan de participar.
Final nacional
Se disputa entre los dos mejores de cada conferencia que avanzan de la fase anterior. Sirve para definir que equipo se consagra campeón de la división, campeón del TNA y además logra el único ascenso.

## Equipos participantes
Para esta nueva ampliación del torneo, la categoría debió sumar a dos instituciones. Salta Basket fue el primer equipo en comprar plaza. Al momento de dicha compra, tan solo faltaba un equipo, pero surgieron dudas sobre la participación de Alianza Viedma, y en la misma semana Sport Club Cañadense anunció su retirada de la competición.
Con dos plazas vacantes, la Asociación de Clubes (ADC) invitó a Platense para este nuevo TNA, y el club aceptó. Otro invitado al torneo fue Gimnasia y Esgrima La Plata, cuadro que ya había participado con aterioridad en certámenes nacionales, incluso llegando a las finales de la LNB. Días más tarde, el equipo rionegrino confirmó su participación con un cambió de nombre, pasó a llamarse Deportivo Viedma.
Entre las salidas, se destaca la de San Lorenzo de Almagro, que se fusionó con 9 de Julio de Río Tercero con tal de obtener su plaza y así lograr el ascenso a la máxima división. Otra salida fue la de Ferro Carril Oeste, que vuelve a la máxima división al intercambiar plazas con Ciclista Juninense y así ambos vuelven a la división donde han sido campeones. Banda Norte también abandonó el torneo, pero no para ascender. Renunció al torneo y así cortó una racha de nueve años en torneos nacionales, cinco consecutivos en TNA. Días más tarde, Anzorena también se bajó del torneo por problemas económicos y puso su plaza en venta junto con la Unión GEPU Española de San Luis. Para contrarrestar tantas bajas, Petrolero Argentino de Plaza Huincul se sumó a los equipos y volvió a la divisional tras 22 años.
Aún con tres equipos por definir, Rosario Tala fue invitado pero rechazó la oferta, alegando que «cualquier ascenso de categoría debe ganarse exclusivamente por mérito deportivo». En cambio, Comunicaciones de Mercedes compró plaza. El equipo había logrado el ascenso al Torneo Federal de Básquetbol para la temporada actual (2015-16), aunque decidió saltar una categoría.
A mediados de agosto se anunció que la Asociación de Clubes aprobó una fusión entre Banda Norte, que poseía plaza en la división, pero ante la falta de apoyo económico había desistido de participar, y Ameghino de Villa María, que había ascendido a la tercera división, y ante la vacante de plazas en el TNA, tuvo intención de comprar una, pero la Federación Cordobesa le negó la posibilidad, alegando que los ascensos «se ganan en la cancha». La fusión hubiese durado lo mismo que la temporada, y pasada esta, la plaza hubiese en manos de Ameghino, de no ser por que el elenco villamariense, días más tarde, declino participar por la falta de tiempo en los plazos de inscripción al certamen y en el armado del plantel.
Finalmente, la organización del torneo decidió disputar el mismo con los 26 inscritos.

### Ascensos y descensos
Equipos entrantes
| Pos. | Ascendidos del TFB 2014-15   |
| ---- | ---------------------------- |
| 1.º  | Parque Sur                   |
| 2.º  | Olimpo (Bahía Blanca)        |
| 3.º  | Atenas (Carmen de Patagones) |
| 4.º  | Hindú Club (Resistencia)     |

Equipos salientes
| Pos. | Ascendidos a la LNB 2015-16 |
| ---- | --------------------------- |
| 1.º  | Instituto                   |
| 2.º  | 9 de Julio (Río Tercero)    |

### Cambios de plazas
| Compra/gana plaza                    |
| ------------------------------------ |
| Salta Basket                         |
| Platense                             |
| Ciclista Juninense                   |
| Petrolero Argentino de Plaza Huincul |
| Comunicaciones de Mercedes           |
| Club de Gimnasia y Esgrima La Plata  |

| Pierde la plaza              |
| ---------------------------- |
| Ferro Carril Oeste           |
| Anzorena                     |
| San Lorenzo de Almagro       |
| Sport Club Cañadense         |
| Banda Norte                  |
| Unión GEPU-Sociedad Española |

### Equipos
| Club                                        | Procedencia                        | Pabellón                             | Capacidad |
| Atlético Echagüe Club                       | Paraná, Entre Ríos                 | Estadio Luis Butta                   | 3000      |
| Club Atlético Atenas                        | Carmen de Patagones, Buenos Aires  | Carmelo Trípodi Calá                 | 2000      |
| Club Atlético Estudiantes                   | Olavarría, Buenos Aires            | Parque Carlos Guerrero               | 7100      |
| Club Atlético Barrio Parque                 | Córdoba, Córdoba                   | Teatro del Parque                    | 1000      |
| Club Atlético Platense                      | Florida Buenos Aires               | Microestadio Ciudad de Vicente López | 2100      |
| Club Atlético San Isidro                    | San Francisco, Córdoba             | Estadio Severo Robledo               | 800       |
| Club Atlético Sarmiento                     | Resistencia, Chaco                 | Gimnasio Resistencia                 | 3500      |
| Club Atlético Unión                         | Santa Fe, Santa Fe                 | Estadio Ángel P. Malvicino           | 4500      |
| Club Ciclista Juninense                     | Junín, Buenos Aires                | Estadio Raúl "Chuni" Merlo           | 3100      |
| Club Comunicaciones                         | Mercedes, Corrientes               | Estadio Cubierto Club Comunicaciones | 2000      |
| Club de Gimnasia y Esgrima La Plata         | La Plata, Buenos Aires             | Polideportivo Víctor Nethol          | 3000      |
| Club Deportivo Hispano Americano            | Río Gallegos, Santa Cruz           | Gimnasio Tito Wilson                 | 600       |
| Club La Unión                               | Colón, Entre Ríos                  | Estadio Carlos Delasoie              | 1000      |
| Club Olimpo                                 | Bahía Blanca, Buenos Aires         | Estadio Norberto Tomás               | 1800      |
| Club Parque Sur                             | Concepción del Uruguay, Entre Ríos | Estadio Parque Sur                   | 1500      |
| Club Social y Deportivo Huracán             | Trelew, Chubut                     | Estadio Atilio Viglione              | 550       |
| Club Social y Deportivo Petrolero Argentino | Plaza Huincul, Neuquén             |                                      |           |
| BHY Tiro Federal Morteros                   | Morteros, Córdoba                  | Estadio Tiro Federal, Estadio Blanco | 1300      |
| Club Tomás de Rocamora                      | Concepción del Uruguay, Entre Ríos | Estadio Julio César Paccagnella      | 1000      |
| Deportivo Viedma                            | Viedma, Río Negro                  | Polideportivo Ángel Cayetano Arias   | 2500      |
| Hindú Club                                  | Resistencia, Chaco                 | Ricardo Moro                         | 3100      |
| Monte Hermoso Básquet                       | Monte Hermoso, Buenos Aires        | Estadio Polideportivo Municipal      | 2500      |
| Oberá Tenis Club                            | Oberá, Misiones                    | Estadio Oberá Tenis Club             | 2000      |
| Salta Basket                                | Salta, Salta                       | Estadio Delmi                        | 10 000    |
| UNCAus                                      | Sáenz Peña, Chaco                  | Arena UNCAus                         | 2500      |
| Villa Ángela Basket                         | Villa Ángela, Chaco                | Carlos "Mona" Lobera                 | 1750      |

## Primera fase

### División norte
| Equipo | Equipo                    | PJ | PG | PP | %V   | Pts |
| ------ | ------------------------- | -- | -- | -- | ---- | --- |
| 1.°    | Villa Ángela Basket       | 12 | 10 | 2  | 83,3 | 22  |
| 2.°    | Hindú (Resistencia)       | 12 | 10 | 2  | 83,3 | 22  |
| 3.°    | Salta Basket              | 12 | 6  | 6  | 50,0 | 18  |
| 4.°    | UNCAus                    | 12 | 5  | 7  | 41,7 | 17  |
| 5.°    | Oberá TC                  | 12 | 4  | 8  | 33,3 | 16  |
| 6.°    | Comunicaciones (Mercedes) | 12 | 4  | 8  | 33,3 | 16  |
| 7.°    | Sarmiento                 | 12 | 3  | 9  | 25,0 | 15  |

| Salta Basket | 84 - 62 | Comunicaciones      | Estadio Delmi | 13 de octubre | 22:00 |
| Sarmiento    | 69 - 63 | UNCAus              | Alejo Gronda  | 14 de octubre | 21:30 |
| Oberá TC     | 70 - 67 | Villa Ángela Basket | Oberá TC      | 15 de octubre | 21:30 |
| Hindú (R)    | 84 - 73 | UNCAus              | Ricardo Moro  | 16 de octubre | 22:00 |
| Sarmiento    | 55 - 89 | Villa Ángela Basket | Alejo Gronda  | 17 de octubre | 21:30 |

| Hindú (R)           | 72 - 70 | Oberá TC       | Ricardo Moro         | 19 de octubre | 22:00 |
| UNCAus              | 80 - 68 | Salta Basket   | Arena UNCAus         | 21 de octubre | 21:00 |
| Sarmiento           | 78 - 83 | Oberá TC       | Alejo Gronda         | 21 de octubre | 21:30 |
| Villa Ángela Basket | 82 - 62 | Comunicaciones | Carlos "Mona" Lobera | 21 de octubre | 22:00 |
| UNCAus              | 68 - 84 | Comunicaciones | Arena UNCAus         | 23 de octubre | 22:00 |
| Villa Ángela Basket | 96 - 71 | Salta Basket   | Carlos "Mona" Lobera | 23 de octubre | 22:00 |

| Comunicaciones      | 69 - 81 | Hindú (R)           | Comunicaciones       | 26 de octubre  | 21:30 |
| Salta Basket        | 75 - 67 | Sarmiento           | Estadio Delmi        | 26 de octubre  | 22:00 |
| UNCAus              | 69 - 70 | Villa Ángela Basket | Arena UNCAus         | 27 de octubre  | 21:00 |
| Oberá TC            | 76 - 88 | Hindú (R)           | Oberá TC             | 28 de octubre  | 21:30 |
| Comunicaciones      | 80 - 84 | Salta Basket        | Comunicaciones       | 29 de octubre  | 21:30 |
| Villa Ángela Basket | 84 - 62 | UNCAus              | Carlos "Mona" Lobera | 30 de octubre  | 22:00 |
| Oberá TC            | 75 - 77 | Salta Basket        | Oberá TC             | 31 de octubre  | 21:30 |
| Hindú (R)           | 83 - 87 | Comunicaciones      | Ricardo Moro         | 1 de noviembre | 21:00 |

| Sarmiento      | 83 - 62 | Comunicaciones | Alejo Gronda   | 3 de noviembre | 21:00 |
| UNCAus         | 86 - 78 | Oberá TC       | Arena UNCAus   | 4 de noviembre | 21:00 |
| Sarmiento      | 62 - 73 | Hindú (R)      | Alejo Gronda   | 5 de noviembre | 21:00 |
| Comunicaciones | 95 - 63 | Oberá TC       | Comunicaciones | 6 de noviembre | 21:00 |
| Salta Basket   | 94 - 96 | Villa Ángela   | Estadio Delmi  | 6 de noviembre | 21:00 |
| Salta Basket   | 80 - 82 | Hindú (R)      | Estadio Delmi  | 8 de noviembre | 21:00 |

| Villa Ángela   | 77 - 63 | Sarmiento           | Carlos "Mona" Lobera | 9 de noviembre  | 21:00 |
| Oberá TC       | 95 - 78 | Comunicaciones      | Oberá TC             | 10 de noviembre | 21:00 |
| UNCAus         | 71 - 63 | Sarmiento           | Arena UNCAus         | 11 de noviembre | 21:00 |
| Hindú (R)      | 80 - 63 | Villa Ángela Basket | Ricardo Moro         | 12 de noviembre | 21:00 |
| Sarmiento      | 84 - 78 | Salta Basket        | Alejo Gronda         | 14 de noviembre | 21:00 |
| Comunicaciones | 62 - 64 | Villa Ángela Basket | Comunicaciones       | 14 de noviembre | 21:00 |
| Oberá TC       | 78 - 82 | UNCAus              | Oberá TC             | 15 de noviembre | 21:00 |

| Hindú (R)           | 93 - 85  | Salta Basket | Hindú Club           | 16 de noviembre | 21:00 |
| Comunicaciones      | 73 - 83  | UNCAus       | Comunicaciones       | 17 de noviembre | 21:00 |
| Oberá TC            | 78 - 69  | Sarmiento    | Oberá TC             | 18 de noviembre | 21:00 |
| Villa Ángela Basket | 100 - 75 | Hindú (R)    | Carlos "Mona" Lobera | 19 de noviembre | 21:00 |
| Comunicaciones      | 73 - 65  | Sarmiento    | Comunicaciones       | 20 de noviembre | 21:00 |
| UNCAus              | 65 - 86  | Hindú (R)    | Arena UNCAus         | 21 de noviembre | 21:00 |
| Salta Basket        | 85 - 77  | Oberá TC     | Estadio Delmi        | 21 de noviembre | 21:00 |

| Villa Ángela | 83 - 67 | Oberá TC  | Carlos "Mona" Lobera | 23 de noviembre | 21:00 |
| Hindú (R)    | 66 - 65 | Sarmiento | Hindú Club           | 24 de noviembre | 21:00 |
| Salta Basket | 90 - 84 | UNCAus    | Polideportivo Delmi  | 24 de noviembre | 21:00 |

### División centro norte
| Equipo | Equipo                    | PJ | PG | PP | %V   | Pts |
| ------ | ------------------------- | -- | -- | -- | ---- | --- |
| 1.°    | San Isidro                | 12 | 9  | 3  | 75,0 | 21  |
| 2.°    | La Unión (Colón)          | 12 | 8  | 4  | 66,6 | 20  |
| 3.°    | Unión (Santa Fe)          | 12 | 7  | 5  | 58,3 | 19  |
| 4.°    | Barrio Parque             | 12 | 5  | 7  | 41,7 | 17  |
| 5.°    | BHY Tiro Federal Morteros | 12 | 4  | 8  | 33,3 | 16  |
| 6.°    | Echagüe                   | 12 | 2  | 10 | 16,7 | 12  |

| Unión (SF)   | 90 - 75 | Barrio Parque             | Ángel Malvicino | 14 de octubre | 21:30 |
| La Unión (C) | 79 - 68 | Tomás de Rocamora         | Carlos Delasoie | 14 de octubre | 21:30 |
| San Isidro   | 84 - 55 | BHY Tiro Federal Morteros | Severo Robledo  | 14 de octubre | 21:30 |
| Echagüe      | 68 - 67 | Barrio Parque             | Luis Butta      | 16 de octubre | 21:30 |
| La Unión (C) | 83 - 77 | San Isidro                | Carlos Delasoie | 16 de octubre | 21:30 |
| Unión (SF)   | 75 - 60 | BHY Tiro Federal Morteros | Ángel Malvicino | 16 de octubre | 21:30 |

| Barrio Parque             | 83 - 70 | La Unión (C)    | Teatro del Parque | 19 de octubre | 21:00 |
| Unión (SF)                | 89 - 64 | Estudiantes (O) | Ángel Malvicino   | 19 de octubre | 21:30 |
| Echagüe                   | 59 - 68 | Platense        | Luis Butta        | 20 de octubre | 21:00 |
| BHY Tiro Federal Morteros | 62 - 69 | La Unión (C)    | Estadio Blanco    | 21 de octubre | 22:00 |
| Echagüe                   | 64 - 60 | Unión (SF)      | Luis Butta        | 22 de octubre | 21:00 |
| San Isidro                | 96 - 76 | La Unión (C)    | Severo Robledo    | 23 de octubre | 21:30 |
| Parque Sur                | 90 - 73 | Estudiantes (O) | Parque Sur        | 23 de octubre | 21:30 |
| BHY Tiro Federal Morteros | 82 - 71 | Barrio Parque   | Estadio Blanco    | 24 de octubre | 20:00 |

| Barrio Parque             | 62 - 71 | Unión (SF)                | Barrio Parque   | 26 de octubre  | 21:00 |
| Platense                  | 76 - 66 | Echagüe                   | Vicente López   | 26 de octubre  | 21:00 |
| Parque Sur                | 78 - 92 | Ciclista Juninense        | Parque Sur      | 26 de octubre  | 21:30 |
| BHY Tiro Federal Morteros | 69 - 75 | San Isidro                | Estadio Blanco  | 27 de octubre  | 22:00 |
| Unión (SF)                | 46 - 68 | San Isidro                | Ángel Malvicino | 30 de octubre  | 21:30 |
| La Unión (C)              | 81 - 66 | Echagüe                   | Carlos Delasoie | 30 de octubre  | 21:30 |
| Gimnasia (LP)             | 69 - 62 | BHY Tiro Federal Morteros | Polideportivo   | 31 de octubre  | 21:00 |
| Unión (SF)                | 62 - 56 | Echagüe                   | Ángel Malvicino | 1 de noviembre | 21:00 |
| La Unión (C)              | 72 - 69 | Barrio Parque             | Carlos Delasoie | 1 de noviembre | 21:30 |

| Parque Sur                | 77 - 72 | Barrio Parque             | Parque Sur        | 3 de noviembre | 21:00 |
| BHY Tiro Federal Morteros | 71 - 59 | Gimnasia (LP)             | Estadio Blanco    | 3 de noviembre | 21:00 |
| San Isidro                | 75 - 66 | Unión (SF)                | Severo Robledo    | 4 de noviembre | 21:00 |
| Tomás de Rocamora         | 88 - 61 | La Unión (C)              | Julio Paccagnella | 5 de noviembre | 21:00 |
| Echagüe                   | 73 - 77 | BHY Tiro Federal Morteros | Luis Butta        | 6 de noviembre | 21:00 |
| San Isidro                | 86- 57  | Ciclista Juninense        | Severo Robledo    | 6 de noviembre | 21:00 |
| La Unión (C)              | 88 - 77 | BHY Tiro Federal Morteros | Carlos Delasoie   | 8 de noviembre | 21:00 |

| Barrio Parque             | 81 - 76 | San Isidro    | El Teatro del Parque | 9 de noviembre  | 21:00 |
| Unión (SF)                | 71 - 85 | La Unión (C)  | Ángel Malvicino      | 11 de noviembre | 21:00 |
| San Isidro                | 92 - 69 | Echagüe       | Severo Robledo       | 12 de noviembre | 21:00 |
| San Isidro                | 93 - 56 | Barrio Parque | Severo Robledo       | 15 de noviembre | 21:00 |
| Echagüe                   | 76 - 85 | La Unión (C)  | Luis Butta           | 15 de noviembre | 21:00 |
| BHY Tiro Federal Morteros | 61 - 74 | Unión (SF)    | Estadio Blanco       | 15 de noviembre | 21:00 |

| Barrio Parque   | 85 - 76 | BHY Tiro Federal Morteros | El Teatro del Parque | 18 de noviembre | 21:00 |
| Echagüe         | 75 - 93 | San Isidro                | Luis Butta           | 18 de noviembre | 21:00 |
| Estudiantes (O) | 82 - 71 | Unión (SF)                | Maxi Gimnasio        | 20 de noviembre | 21:00 |
| Barrio Parque   | 76 - 65 | Echagüe                   | El Teatro del Parque | 21 de noviembre | 21:00 |

| La Unión (C)              | 75 - 96 | Unión (SF) | Carlos Delasoie      | 23 de noviembre | 21:00 |
| Barrio Parque             | 81 - 69 | Parque Sur | El Teatro del Parque | 24 de noviembre | 21:00 |
| Ciclista Juninense        | 79 - 72 | San Isidro | Raúl "Chuni" Merlo   | 24 de noviembre | 21:00 |
| BHY Tiro Federal Morteros | 76 - 61 | Echagüe    | Estadio Blanco       | 24 de noviembre | 21:00 |

### División centro sur
| Equipo | Equipo                  | PJ | PG | PP | %V   | Pts |
| ------ | ----------------------- | -- | -- | -- | ---- | --- |
| 1.°    | Platense                | 12 | 9  | 3  | 75,0 | 21  |
| 2.°    | Tomás de Rocamora       | 12 | 7  | 5  | 58,4 | 19  |
| 3.°    | Parque Sur              | 12 | 6  | 6  | 50,0 | 18  |
| 4.°    | Ciclista Juninense      | 12 | 6  | 6  | 50,0 | 18  |
| 5.°    | Estudiantes (Olavarría) | 12 | 5  | 7  | 41,7 | 17  |
| 6.°    | Gimnasia (La Plata)     | 12 | 4  | 8  | 33,3 | 16  |

| Estudiantes (O)    | 90 - 81 | Ciclista Juninense | Maxi Gimnasio      | 14 de octubre | 21:30 |
| La Unión (C)       | 79 - 68 | Tomás de Rocamora  | Carlos Delasoie    | 14 de octubre | 21:30 |
| Estudiantes (O)    | 73 - 72 | Gimnasia (LP)      | Maxi Gimnasio      | 16 de octubre | 21:30 |
| Parque Sur         | 80 - 72 | Platense           | Parque Sur         | 16 de octubre | 21:30 |
| Ciclista Juninense | 84 - 65 | Gimnasia (LP)      | Raúl "Chuni" Merlo | 18 de octubre | 21:00 |
| Tomás de Rocamora  | 81 - 79 | Platense           | Julio Paccagnella  | 18 de octubre | 21:00 |

| Unión (SF)        | 89 - 64 | Estudiantes (O)    | Ángel Malvicino   | 19 de octubre | 21:30 |
| Echagüe           | 59 - 68 | Platense           | Luis Butta        | 20 de octubre | 21:00 |
| Tomás de Rocamora | 79 - 69 | Estudiantes (O)    | Julio Paccagnella | 21 de octubre | 21:00 |
| Parque Sur        | 90 - 73 | Estudiantes (O)    | Parque Sur        | 23 de octubre | 21:30 |
| Platense          | 71 - 67 | Gimnasia (LP)      | Vicente López     | 24 de octubre | 21:00 |
| Tomás de Rocamora | 79 - 64 | Ciclista Juninense | Julio Paccagnella | 24 de octubre | 21:30 |

| Platense           | 76 - 66  | Echagüe            | Vicente López      | 26 de octubre  | 21:30 |
| Parque Sur         | 78 - 92  | Ciclista Juninense | Parque Sur         | 26 de octubre  | 21:30 |
| Gimnasia (LP)      | 65 - 63  | Parque Sur         | Polideportivo      | 29 de octubre  | 21:30 |
| Estudiantes (O)    | 87 - 100 | Tomás de Rocamora  | Maxi Gimnasio      | 30 de octubre  | 21:30 |
| Gimnasia (LP)      | 69 - 62  | Tomás de Rocamora  | Polideportivo      | 31 de octubre  | 21:00 |
| Platense           | 93 - 81  | Parque Sur         | Vicente López      | 31 de octubre  | 21:00 |
| Ciclista Juninense | 70 - 68  | Tomás de Rocamora  | Raúl "Chuni" Merlo | 1 de noviembre | 21:00 |

| Parque Sur         | 77 - 72 | Barrio Parque      | Parque Sur         | 3 de noviembre | 21:00 |
| Ciclista Juninense | 63 - 83 | Platense           | Raúl "Chuni" Merlo | 3 de noviembre | 21:00 |
| Tomás de Rocamora  | 71 - 59 | Gimnasia (LP)      | Estadio Blanco     | 3 de noviembre | 21:00 |
| Estudiantes (O)    | 92 - 78 | Platense           | Maxi Gimnasio      | 5 de noviembre | 21:00 |
| Tomás de Rocamora  | 88 - 61 | La Unión (C)       | Julio Paccagnella  | 5 de noviembre | 21:00 |
| San Isidro         | 86 - 57 | Ciclista Juninense | Severo Robledo     | 6 de noviembre | 21:00 |
| Estudiantes (O)    | 79 - 85 | Parque Sur         | Maxi Gimnasio      | 7 de noviembre | 21:00 |

| Ciclista Juninense | 77 - 73 | Parque Sur        | Raúl "Chuni" Merlo | 9 de noviembre  | 21:00 |
| Gimnasia (LP)      | 69 - 62 | Estudiantes (O)   | Polideportivo      | 10 de noviembre | 21:00 |
| Platense           | 79 - 65 | Tomás de Rocamora | Vicente López      | 10 de noviembre | 21:00 |
| Platense           | 79 - 69 | Estudiantes (O)   | Vicente López      | 12 de noviembre | 21:00 |
| Gimnasia (LP)      | 78 - 62 | Tomás de Rocamora | Polideportivo      | 12 de noviembre | 21:00 |
| Ciclista Juninense | 44 - 77 | Estudiantes (O)   | Raúl "Chuni" Merlo | 14 de noviembre | 21:00 |
| Parque Sur         | 88 - 75 | Tomás de Rocamora | Parque Sur         | 15 de noviembre | 21:00 |
| Gimnasia (LP)      | 61 - 68 | Platense          | Polideportivo      | 15 de noviembre | 21:00 |

| Tomás de Rocamora | 74 - 51 | Parque Sur         | Julio Paccagnella | 17 de noviembre | 21:00 |
| Gimnasia (LP)     | 63 - 84 | Ciclista Juninense | Polideportivo     | 18 de noviembre | 21:00 |
| Estudiantes (O)   | 82 - 71 | Unión (SF)         | Maxi Gimnasio     | 20 de noviembre | 21:00 |
| Platense          | 77 - 70 | Ciclista Juninense | Vicente López     | 20 de noviembre | 21:00 |
| Parque Sur        | 90 - 59 | Gimnasia (LP)      | Parque Sur        | 21 de noviembre | 21:00 |

| Tomás de Rocamora  | 86 - 57 | Gimnasia (LP) | Julio Paccagnella    | 23 de noviembre | 21:00 |
| Barrio Parque      | 81 - 69 | Parque Sur    | El Teatro del Parque | 24 de noviembre | 21:00 |
| Ciclista Juninense | 79 - 72 | San Isidro    | Raúl "Chuni" Merlo   | 24 de noviembre | 21:00 |

### División sur
| Equipo | Equipo                       | PJ | PG | PP | %V   | Pts |
| ------ | ---------------------------- | -- | -- | -- | ---- | --- |
| 1.°    | Huracán (Trelew)             | 12 | 7  | 5  | 58,3 | 19  |
| 2.°    | Hispano Americano            | 12 | 7  | 5  | 58,3 | 19  |
| 3.°    | Deportivo Viedma             | 12 | 6  | 6  | 50,0 | 18  |
| 4.°    | Monte Hermoso Básquet        | 12 | 6  | 6  | 50,0 | 18  |
| 5.°    | Olimpo (Bahía Blanca)        | 12 | 6  | 6  | 50,0 | 18  |
| 6.°    | Atenas (Carmen de Patagones) | 12 | 5  | 7  | 41,6 | 17  |
| 7.°    | Petrolero Argentino (PH)     | 12 | 5  | 7  | 41,6 | 17  |

| Deportivo Viedma | 91 - 83 | Atenas (CdP)      | Ángel Cayetano Arias | 14 de octubre | 21:30 |
| Petrolero (PH)   | 76 - 79 | Huracán (T)       | Plaza Huincul        | 14 de octubre | 21:30 |
| Deportivo Viedma | 85 - 80 | Hispano Americano | Ángel Cayetano Arias | 16 de octubre | 21:30 |
| Petrolero (PH)   | 78 - 74 | Olimpo (BB)       | Plaza Huincul        | 16 de octubre | 21:30 |
| Atenas (CdP)     | 81 - 79 | Hispano Americano | Carmelo Tripodi Cala | 18 de octubre | 21:30 |

| Deportivo Viedma  | 86 - 91 | Petrolero (PH) | Ángel Cayetano Arias | 19 de octubre | 21:30 |
| Huracán (T)       | 87 - 93 | Monte Hermoso  | Atilio Viglione      | 21 de octubre | 21:30 |
| Atenas (CdP)      | 85 - 75 | Petrolero (PH) | Carmelo Trípodi Cala | 21 de octubre | 21:30 |
| Deportivo Viedma  | 86 - 85 | Olimpo (BB)    | Ángel Cayetano Arias | 22 de octubre | 21:30 |
| Hispano Americano | 81 - 67 | Monte Hermoso  | Tito Wilson          | 23 de octubre | 21:15 |
| Atenas (CdP)      | 72 - 87 | Olimpo (BB)    | Carmelo Trípodi Cala | 24 de octubre | 21:30 |

| Huracán (T)    | 81 - 71 | Hispano Americano | Atilio Viglione | 26 de octubre  | 21:30 |
| Monte Hermoso  | 78 - 72 | Deportivo Viedma  | Polideportivo   | 28 de octubre  | 21:00 |
| Petrolero (PH) | 76 - 59 | Hispano Americano | Plaza Huincul   | 28 de octubre  | 21:30 |
| Olimpo (BB)    | 80 - 73 | Deportivo Viedma  | Norberto Tomas  | 30 de octubre  | 21:00 |
| Monte Hermoso  | 64 - 76 | Huracán (T)       | Polideportivo   | 30 de octubre  | 21:00 |
| Petrolero (PH) | 98 - 80 | Atenas (CdP)      | Plaza Huincul   | 30 de octubre  | 21:30 |
| Olimpo (BB)    | 56 - 65 | Huracán (T)       | Norberto Tomas  | 1 de noviembre | 20:30 |

| Hispano Americano | 84 - 75 | Petrolero (PH) | Tito Wilson          | 2 de noviembre | 21:00 |
| Huracán (T)       | 95 - 81 | Petrolero (PH) | Atilio Viglione      | 4 de noviembre | 21:00 |
| Atenas (CdP)      | 97 - 69 | Monte Hermoso  | Carmelo Trípodi Cala | 4 de noviembre | 21:00 |
| Hispano Americano | 82 - 80 | Olimpo (BB)    | Tito Wilson          | 5 de noviembre | 21:00 |
| Deportivo Viedma  | 87 - 76 | Monte Hermoso  | Ángel Cayetano Arias | 6 de noviembre | 21:00 |
| Huracán (T)       | 84 - 88 | Olimpo (BB)    | Atilio Viglione      | 7 de noviembre | 21:00 |
| Hispano Americano | 78 - 71 | Atenas (CdP)   | Tito Wilson          | 8 de noviembre | 21:00 |

| Petrolero (PH)    | 72 - 85 | Monte Hermoso    | Plaza Huincul        | 9 de noviembre  | 21:00 |
| Huracán (T)       | 78 - 83 | Atenas (CdP)     | Atilio Viglione      | 10 de noviembre | 21:00 |
| Hispano Americano | 80 - 74 | Deportivo Viedma | Tito Wilson          | 10 de noviembre | 21:00 |
| Huracán (T)       | 76 - 78 | Deportivo Viedma | Atilio Viglione      | 12 de noviembre | 21:00 |
| Monte Hermoso     | 75 - 66 | Olimpo (BB)      | Ángel Cayetano Arias | 13 de noviembre | 21:00 |
| Atenas (CdP)      | 85 - 86 | Huracán (T)      | Carmelo Trípodi Cala | 15 de noviembre | 21:00 |

| Monte Hermoso    | 85 - 75 | Hispano Americano | Polideportivo        | 16 de noviembre | 21:00 |
| Olimpo (BB)      | 90 - 80 | Petrolero (PH)    | Norberto Tomas       | 16 de noviembre | 21:00 |
| Deportivo Viedma | 65 - 79 | Huracán (T)       | Ángel Cayetano Arias | 17 de noviembre | 21:00 |
| Olimpo (BB)      | 68 - 70 | Hispano Americano | Norberto Tomas       | 18 de noviembre | 21:00 |
| Monte Hermoso    | 80 - 75 | Petrolero (PH)    | Polideportivo        | 18 de noviembre | 21:00 |
| Atenas (CdP)     | 66 - 80 | Deportivo Viedma  | Carmelo Trípodi Cala | 20 de noviembre | 21:00 |
| Olimpo (BB)      | 77 - 73 | Monte Hermoso     | Norberto Tomas       | 21 de noviembre | 21:00 |

| Monte Hermoso     | 78 - 83 | Atenas (CdP)     | Polideportivo | 23 de noviembre | 21:00 |
| Petrolero (PH)    | 87 - 76 | Deportivo Viedma | Plaza Huincul | 24 de noviembre | 21:00 |
| Hispano Americano | 72 - 68 | Huracán (T)      | Tito Wilson   | 24 de noviembre | 21:00 |
| Olimpo (BB)       | 83 - 76 | Atenas (CdP)     | Polideportivo | 25 de noviembre | 21:00 |

## Segunda fase

### Conferencia norte
| Equipo | Equipo                    | A    | PJ | PG | PP | %V   | Pts |
| ------ | ------------------------- | ---- | -- | -- | -- | ---- | --- |
| 1.°    | Villa Ángela Basket       | 10-2 | 24 | 18 | 6  | 77,1 | 64  |
| 2.°    | Hindú (Resistencia)       | 10-2 | 24 | 17 | 7  | 75,0 | 63  |
| 3.°    | San Isidro                | 9-3  | 24 | 17 | 7  | 72,2 | 62  |
| 4.°    | Barrio Parque             | 5-7  | 24 | 15 | 9  | 55,5 | 57  |
| 5.°    | Unión (Santa Fe)          | 7-5  | 24 | 13 | 11 | 55,5 | 56  |
| 6.°    | La Unión (Colón)          | 8-4  | 24 | 10 | 14 | 50,0 | 54  |
| 7.°    | Oberá TC                  | 4-8  | 24 | 14 | 10 | 50,0 | 54  |
| 8.°    | Echagüe                   | 2-10 | 24 | 17 | 7  | 52,7 | 54  |
| 9.°    | Salta Basket              | 6-6  | 24 | 10 | 14 | 44,4 | 52  |
| 10.°   | BHY Tiro Federal Morteros | 4-8  | 24 | 8  | 16 | 33,3 | 48  |
| 11.°   | Comunicaciones (M)        | 4-8  | 24 | 6  | 18 | 27,7 | 46  |
| 12.°   | UNCAus                    | 5-7  | 24 | 5  | 19 | 27,7 | 46  |
| 13.°   | Sarmiento                 | 3-9  | 24 | 6  | 18 | 25,0 | 45  |

|  | Avanza a los cuartos de final de conferencia. |
|  | Avanza a la fase previa de conferencia.       |

1. 1 2  Barrio Parque ganó el partido ante Echagüe jugado el 11 de enero en Córdoba porque el equipo visitante presentó un jugador menos que los que el reglamento estipula. Echagüe perdió un solo punto. Barrio Parque sumó un punto adicional por resolución del Honorable Tribunal de Disciplinas.[28]
2. 1 2 3  El desempate entre La Unión de Colón, Oberá Tenis Club y Echagüe tiene como particular la aplicación del punto 4.2.2. del reglamento de desempates. Echagüe, por su penalidad, aparece último automáticamente en el desempate. Entre La Unión y Oberá, el primer equipo aparece mejor clasificado ya que era el segundo ubicado en el triple empate.[29][30]
3. 1 2  El desempate entre Comunicaciones de Mercedes y UNCAus favorece al primer mencionado ganó los dos partidos entre ambos en esta etapa.[30]

| Sarmiento                 | 69 - 80 | Villa Ángela   | Alejo Gronda    | 1 de diciembre | 21:30 |
| Salta Basket              | 77 - 91 | San Isidro     | Estadio Delmi   | 1 de diciembre | 22:00 |
| Comunicaciones            | 68 - 91 | Unión (SF)     | Comunicaciones  | 2 de diciembre | 21:30 |
| BHY Tiro Federal Morteros | 58 - 72 | Barrio Parque  | Estadio Blanco  | 2 de diciembre | 22:00 |
| Oberá TC                  | 75 - 67 | Villa Ángela   | Oberá TC        | 3 de diciembre | 21:30 |
| Hindú (R)                 | 75 - 67 | UNCAus         | Hindú Club      | 3 de diciembre | 22:00 |
| La Unión (C)              | 66 - 71 | Unión (SF)     | Carlos Delasoie | 4 de diciembre | 21:30 |
| Sarmiento                 | 79 - 68 | UNCAus         | Alejo Gronda    | 5 de diciembre | 21:30 |
| Echagüe                   | 95 - 83 | San Isidro     | Luis Butta      | 5 de diciembre | 21:30 |
| Hindú (R)                 | 87 - 70 | Comunicaciones | Hindú Club      | 6 de diciembre | 21:00 |
| Salta Basket              | 83 - 73 | Oberá TC       | Estadio Delmi   | 6 de diciembre | 21:00 |

| La Unión (C)  | 85 - 75  | BHY Tiro Federal Morteros | Carlos Delasoie      | 7 de diciembre  | 21:30 |
| Sarmiento     | 62 - 70  | Comunicaciones            | Alejo Gronda         | 8 de diciembre  | 21:30 |
| Villa Ángela  | 82 - 64  | Oberá TC                  | Carlos "mona" Lobera | 8 de diciembre  | 22:00 |
| Hindú (R)     | 81 - 77  | Barrio Parque             | Hindú Club           | 8 de diciembre  | 22:00 |
| Echagüe       | 82 - 63  | BHY Tiro Federal Morteros | Luis Butta           | 9 de diciembre  | 21:00 |
| La Unión (C)  | 101 - 83 | Salta Basket              | Carlos Delasoie      | 9 de diciembre  | 21:30 |
| Unión (SF)    | 74 - 91  | San Isidro                | Ángel Malvicino      | 9 de diciembre  | 21:30 |
| Sarmiento     | 65 - 83  | Barrio Parque             | Alejo Gronda         | 10 de diciembre | 21:30 |
| Echagüe       | 96 - 76  | Salta Basket              | Luis Butta           | 11 de diciembre | 21:30 |
| Barrio Parque | 74 - 62  | La Unión (C)              | Teatro del Parque    | 13 de diciembre | 20:00 |
| Unión (SF)    | 89 - 72  | Salta Basket              | Ángel Malvicino      | 13 de diciembre | 21:30 |

| UNCAus                    | 51 - 76 | Echagüe                   | Arena UNCAus         | 14 de diciembre | 21:00 |
| Comunicaciones            | 63 - 85 | Sarmiento                 | Comunicaciones       | 15 de diciembre | 21:30 |
| BHY Tiro Federal Morteros | 66 - 72 | La Unión (C)              | Estadio Blanco       | 15 de diciembre | 22:00 |
| Villa Ángela              | 65 - 71 | Echagüe                   | Carlos "mona" Lobera | 16 de diciembre | 22:00 |
| Comunicaciones            | 82 - 73 | Hindú (R)                 | Comunicaciones       | 17 de diciembre | 21:30 |
| San Isidro                | 89 - 76 | La Unión (C)              | Severo Robledo       | 17 de diciembre | 21:30 |
| Oberá TC                  | 86 - 70 | Sarmiento                 | Oberá TC             | 17 de diciembre | 22:00 |
| Salta Basket              | 73 - 84 | Unión (SF)                | Estadio Delmi        | 18 de diciembre | 22:00 |
| UNCAus                    | 65 - 57 | BHY Tiro Federal Morteros | Arena UNCAus         | 18 de diciembre | 22:00 |
| Oberá TC                  | 83 - 71 | Hindú (R)                 | Oberá TC             | 19 de diciembre | 21:30 |
| San Isidro                | 78 - 81 | Barrio Parque             | Severo Robledo       | 20 de diciembre | 21:00 |
| UNCAus                    | 87 - 81 | Unión (SF)                | Arena UNCAus         | 20 de diciembre | 21:00 |
| Villa Ángela              | 83 - 73 | BHY Tiro Federal Morteros | Carlos "mona" Lobera | 20 de diciembre | 22:00 |
| La Unión (C)              | 82 - 69 | Echagüe                   | Carlos Delasoie      | 21 de diciembre | 21:30 |
| Villa Ángela              | 91 - 72 | Unión (SF)                | Carlos "mona" Lobera | 22 de diciembre | 22:00 |

| 23/12 al 7/01, semanas de descanso |
| ---------------------------------- |

| Barrio Parque             | 98 - 80 | San Isidro                | Teatro del Parque    | 8 de enero  | 21:30 |
| UNCAus                    | 79 - 75 | Villa Ángela              | Arena UNCAus         | 8 de enero  | 22:00 |
| Salta Basket              | 62 - 82 | Hindú (R)                 | Estadio Delmi        | 10 de enero | 20:00 |
| Unión (SF)                | 59 - 64 | BHY Tiro Federal Morteros | Ángel Malvicino      | 10 de enero | 21:00 |
| Oberá TC                  | 76 - 82 | Comunicaciones            | Oberá TC             | 10 de enero | 21:30 |
| Barrio Parque             | 20 - 0  | Echagüe                   | Teatro del Parque    | 11 de enero | 21:00 |
| La Unión (C)              | 82 - 89 | San Isidro                | Carlos Delasoie      | 11 de enero | 21:30 |
| Villa Ángela              | susp.   | Sarmiento                 | Carlos "mona" Lobera | 12 de enero | 22:00 |
| Salta Basket              | 70 - 74 | Echagüe                   | Estadio Delmi        | 13 de enero | 22:00 |
| BHY Tiro Federal Morteros | 77 - 71 | Oberá TC                  | Estadio Blanco       | 13 de enero | 22:00 |
| UNCAus                    | 83 - 65 | Sarmiento                 | Arena UNCAus         | 14 de enero | 21:00 |
| Unión (SF)                | 81 - 55 | La Unión (C)              | Ángel Malvicino      | 14 de enero | 21:30 |
| San Isidro                | 83 - 68 | Oberá TC                  | Severo Robledo       | 15 de enero | 21:30 |
| Echagüe                   | 73 - 80 | Villa Ángela              | Luis Butta           | 17 de enero | 21:00 |
| Barrio Parque             | 73 - 74 | Oberá TC                  | Teatro del Parque    | 17 de enero | 21:30 |

| Hindú (R)      | 91 - 65 | BHY Tiro Federal Morteros | Hindú Club           | 18 de enero | 22:00 |
| La Unión (C)   | 83 - 99 | Villa Ángela              | Carlos Delasoie      | 19 de enero | 21:30 |
| Sarmiento      | 58 - 63 | BHY Tiro Federal Morteros | Alejo Gronda         | 20 de enero | 21:30 |
| Salta Basket   | 66 - 63 | Barrio Parque             | Estadio Delmi        | 20 de enero | 22:00 |
| Comunicaciones | 86 - 76 | Echagüe                   | Comunicaciones       | 21 de enero | 21:30 |
| Oberá TC       | 89 - 70 | Unión (SF)                | Oberá TC             | 21 de enero | 21:30 |
| San Isidro     | 78 - 86 | UNCAus                    | San Isidro           | 22 de enero | 21:30 |
| Villa Ángela   | 91 - 76 | Sarmiento                 | Carlos "mona" Lobera | 22 de enero | 22:00 |
| Hindú (R)      | 70 - 77 | Unión (SF)                | Hindú Club           | 23 de enero | 21:00 |
| Oberá TC       | 66 - 76 | Echagüe                   | Oberá TC             | 23 de enero | 21:30 |
| Barrio Parque  | 93 - 76 | UNCAus                    | Teatro del Parque    | 24 de enero | 21:30 |

| Sarmiento                 | 81 - 71 | Unión (SF)     | Alejo Gronda      | 25 de enero | 21:30 |
| La Unión (C)              | 98 - 87 | Comunicaciones | Carlos Delasoie   | 25 de enero | 21:30 |
| BHY Tiro Federal Morteros | 78 - 57 | UNCAus         | Estadio Blanco    | 26 de enero | 22:00 |
| Hindú (R)                 | 86 - 80 | Salta Basket   | Hindú Club        | 26 de enero | 22:00 |
| Echagüe                   | 94 - 68 | Comunicaciones | Luis Butta        | 27 de enero | 21:00 |
| Sarmiento                 | 70 - 68 | Salta Basket   | Alejo Gronda      | 28 de enero | 21:30 |
| Unión (SF)                | 79 - 59 | Comunicaciones | Ángel Malvicino   | 29 de enero | 21:30 |
| Barrio Parque             | 77 - 73 | Hindú (R)      | Teatro del Parque | 29 de enero | 21:30 |
| BHY Tiro Federal Morteros | 71 - 73 | Villa Ángela   | Estadio Blanco    | 29 de enero | 22:00 |
| UNCAus                    | 60 - 72 | Oberá TC       | Arena UNCAus      | 31 de enero | 21:00 |
| Unión (SF)                | 90 - 66 | Echagüe        | Ángel Malvicino   | 31 de enero | 21:00 |
| San Isidro                | 95 - 92 | Hindú (R)      | Severo Robledo    | 31 de enero | 21:00 |
| Barrio Parque             | 86 - 96 | Villa Ángela   | Teatro del Parque | 31 de enero | 21:30 |

| Comunicaciones            | 70 - 83 | Oberá TC                  | Comunicaciones       | 2 de febrero | 21:30 |
| BHY Tiro Federal Morteros | 70 - 81 | Hindú Club                | Estadio Blanco       | 2 de febrero | 22:00 |
| San Isidro                | 85 - 73 | Echagüe                   | Severo Robledo       | 3 de febrero | 21:30 |
| Salta Basket              | 67 - 64 | La Unión (C)              | Estadio Delmi        | 3 de febrero | 22:00 |
| UNCAus                    | 77 - 86 | Barrio Parque             | Arena UNCAus         | 5 de febrero | 21:00 |
| Comunicaciones            | 74 - 81 | BHY Tiro Federal Morteros | Comunicaciones       | 5 de febrero | 21:30 |
| Hindú (R)                 | 87 - 71 | Sarmiento                 | Hindú Club           | 5 de febrero | 22:00 |
| Echagüe                   | 62 - 60 | Unión (SF)                | Luis Butta           | 6 de febrero | 21:30 |
| Villa Ángela              | 81 - 76 | Barrio Parque             | Carlos "mona" Lobera | 7 de febrero | 21:00 |
| Oberá TC                  | 88 - 74 | BHY Tiro Federal Morteros | Oberá TC             | 7 de febrero | 21:30 |

| Echagüe                   | 91 - 76 | La Unión (C) | Luis Butta           | 8 de febrero  | 21:00 |
| Comunicaciones            | 77 - 83 | Salta Basket | Comunicaciones       | 8 de febrero  | 21:30 |
| Villa Ángela              | 68 - 78 | Hindú (R)    | Carlos "mona" Lobera | 9 de febrero  | 22:00 |
| San Isidro                | 88 - 66 | Sarmiento    | Severo Robledo       | 10 de febrero | 21:30 |
| Oberá TC                  | 89 - 67 | Salta Basket | Oberá TC             | 10 de febrero | 21:30 |
| UNCAus                    | 67 - 74 | Hindú (R)    | Arena UNCAus         | 11 de febrero | 21:00 |
| BHY Tiro Federal Morteros | 67 - 75 | Unión (SF)   | Estadio Blanco       | 11 de febrero | 22:00 |
| Oberá TC                  | 86 - 65 | La Unión (C) | Oberá TC             | 12 de febrero | 21:30 |
| Barrio Parque             | 83 - 76 | Sarmiento    | Teatro del Parque    | 12 de febrero | 21:30 |
| San Isidro                | 91 - 81 | Villa Ángela | Severo Robledo       | 12 de febrero | 21:30 |
| Unión (SF)                | 63 - 68 | Villa Ángela | Ángel Malvicino      | 14 de febrero | 21:00 |
| Hindú (R)                 | 92 - 89 | Echagüe      | Hindú Club           | 14 de febrero | 21:00 |
| Comunicaciones            | 89 - 92 | La Unión (C) | Comunicaciones       | 14 de febrero | 21:30 |
| Salta Basket              | 74 - 54 | UNCAus       | Estadio Delmi        | 14 de febrero | 22:00 |

| Sarmiento                 | 70 - 65 | Echagüe                   | Alejo Gronda         | 16 de febrero | 21:30 |
| Barrio Parque             | 76 - 53 | BHY Tiro Federal Morteros | Teatro del Parque    | 17 de febrero | 21:00 |
| Hindú (R)                 | 74 - 68 | San Isidro                | Hindú Club           | 17 de febrero | 22:00 |
| La Unión (C)              | 82 - 76 | Oberá TC                  | Carlos Delasoie      | 18 de febrero | 21:30 |
| Sarmiento                 | 72 - 73 | San Isidro                | Alejo Gronda         | 19 de febrero | 21:30 |
| Barrio Parque             | 77 - 74 | Unión (SF)                | Teatro del Parque    | 19 de febrero | 21:30 |
| Villa Ángela              | 91 - 87 | Salta Basket              | Carlos "mona" Lobera | 19 de febrero | 22:00 |
| BHY Tiro Federal Morteros | 65 - 62 | Comunicaciones            | Estadio Blanco       | 20 de febrero | 21:00 |
| Echagüe                   | 79 - 77 | Oberá TC                  | Luis Butta           | 20 de febrero | 21:30 |
| UNCAus                    | 67 - 79 | Salta Basket              | Arena UNCAus         | 21 de febrero | 21:00 |

| Unión (SF)     | 94 - 80 | Oberá TC                  | Ángel Malvicino   | 22 de febrero | 21:30 |
| San Isidro     | 88 - 78 | Comunicaciones            | Severo Robledo    | 22 de febrero | 21:30 |
| Barrio Parque  | 99 - 78 | Comunicaciones            | Teatro del Parque | 24 de febrero | 21:00 |
| La Unión (C)   | 85 - 94 | Hindú (R)                 | Carlos Delasoie   | 24 de febrero | 21:30 |
| San Isidro     | 80 - 72 | BHY Tiro Federal Morteros | Severo Robledo    | 24 de febrero | 21:30 |
| Salta Basket   | 97 - 86 | Villa Ángela              | Estadio Delmi     | 24 de febrero | 22:00 |
| Oberá TC       | 90 - 76 | UNCAus                    | Oberá TC          | 26 de febrero | 21:30 |
| Echagüe        | 87 - 77 | Hindú (R)                 | Luis Butta        | 26 de febrero | 21:30 |
| La Unión (C)   | 96 - 83 | Sarmiento                 | Carlos Delasoie   | 27 de febrero | 21:30 |
| Unión (SF)     | 93 - 72 | Hindú (R)                 | Ángel Malvicino   | 28 de febrero | 21:00 |
| Comunicaciones | 86 - 62 | UNCAus                    | Comunicaciones    | 28 de febrero | 21:30 |

| Echagüe                   | 87 - 72  | Sarmiento      | Luis Butta           | 29 de febrero | 21:30 |
| Villa Ángela              | 103 - 86 | San Isidro     | Carlos "mona" Lobera | 29 de febrero | 22:00 |
| Comunicaciones            | 70 - 72  | Barrio Parque  | Comunicaciones       | 1 de marzo    | 21:30 |
| UNCAus                    | 70 - 95  | San Isidro     | Arena UNCAus         | 2 de marzo    | 21:00 |
| Oberá TC                  | 78 - 74  | Barrio Parque  | Oberá TC             | 3 de marzo    | 21:30 |
| Hindú (R)                 | 87 - 68  | La Unión (C)   | Hindú Club           | 3 de marzo    | 22:00 |
| BHY Tiro Federal Morteros | 73 - 67  | Salta Basket   | Estadio Blanco       | 3 de marzo    | 22:00 |
| UNCAus                    | 81 - 90  | Comunicaciones | Arena UNCAus         | 4 de marzo    | 22:00 |
| San Isidro                | 95 - 91  | Salta Basket   | Severo Robledo       | 5 de marzo    | 21:30 |
| Sarmiento                 | 65 - 67  | La Unión (C)   | Alejo Gronda         | 5 de marzo    | 21:30 |
| Villa Ángela              | 98 - 74  | Comunicaciones | Carlos "mona" Lobera | 6 de marzo    | 21:00 |

| Barrio Parque             | 86 - 98  | Salta Basket              | Teatro del Parque | 7 de marzo  | 21:00 |
| Unión (SF)                | 107 - 63 | UNCAus                    | Ángel Malvicino   | 7 de marzo  | 21:30 |
| Sarmiento                 | 67 - 76  | Oberá TC                  | Alejo Gronda      | 7 de marzo  | 21:30 |
| BHY Tiro Federal Morteros | 68 - 79  | San Isidro                | Estadio Blanco    | 8 de marzo  | 22:00 |
| Echagüe                   | 93 - 71  | UNCAus                    | Luis Butta        | 9 de marzo  | 21:00 |
| Hindú (R)                 | 82 - 75  | Oberá TC                  | Hindú Club        | 9 de marzo  | 22:00 |
| BHY Tiro Federal Morteros | 85 - 71  | Sarmiento                 | Estadio Blanco    | 10 de marzo | 22:00 |
| La Unión (C)              | 78 - 81  | UNCAus                    | Carlos Delasoie   | 11 de marzo | 21:30 |
| Comunicaciones            | 76 - 78  | Villa Ángela              | Comunicaciones    | 11 de marzo | 21:30 |
| Unión (SF)                | 75 - 72  | Sarmiento                 | Ángel Malvicino   | 12 de marzo | 21:30 |
| Hindú (R)                 | 65 - 54  | Villa Ángela              | Hindú Club        | 13 de marzo | 21:00 |
| Salta Basket              | 82 - 76  | BHY Tiro Federal Morteros | Estadio Delmi     | 13 de marzo | 21:00 |
| Comunicaciones            | 65 - 85  | San Isidro                | Comunicaciones    | 13 de marzo | 21:30 |

| UNCAus                    | 76 - 82  | La Unión (C)   | Arena UNCAus         | 14 de marzo | 21:00 |
| Unión (SF)                | 73 - 75  | Barrio Parque  | Ángel Malvicino      | 15 de marzo | 21:30 |
| Oberá TC                  | 101 - 95 | San Isidro     | Oberá TC             | 15 de marzo | 21:30 |
| Salta Basket              | 68 - 79  | Sarmiento      | Estadio Delmi        | 16 de marzo | 22:00 |
| Villa Ángela              | 95 - 86  | La Unión (C)   | Carlos "mona" Lobera | 16 de marzo | 22:00 |
| Echagüe                   | 76 - 67  | Barrio Parque  | Luis Butta           | 17 de marzo | 21:30 |
| La Unión (C)              | 79 - 87  | Barrio Parque  | Carlos Delasoie      | 19 de marzo | 21:30 |
| Sarmiento                 | 71 - 78  | Hindú (R)      | Alejo Gronda         | 19 de marzo | 21:30 |
| San Isidro                | 97 - 89  | Unión (SF)     | Severo Robledo       | 19 de marzo | 21:30 |
| Salta Basket              | 80 - 75  | Comunicaciones | Estadio Delmi        | 19 de marzo | 21:30 |
| BHY Tiro Federal Morteros | 53 - 58  | Echagüe        | Estadio Blanco       | 19 de marzo | 21:30 |
| Villa Ángela              | 77 - 71  | UNCAus         | Carlos "mona" Lobera | 19 de marzo | 21:30 |

### Conferencia sur
| Equipo | Equipo                   | A   | PJ | PG | PP | %V   | Pts |
| ------ | ------------------------ | --- | -- | -- | -- | ---- | --- |
| 1.°    | Platense                 | 9-3 | 24 | 16 | 8  | 69,4 | 61  |
| 2.°    | Deportivo Viedma         | 6-6 | 24 | 16 | 8  | 61,1 | 58  |
| 3.°    | Hispano Americano        | 7-5 | 24 | 13 | 11 | 55,5 | 56  |
| 4.°    | Estudiantes (Olavarría)  | 5-7 | 24 | 14 | 10 | 52,7 | 55  |
| 5.°    | Parque Sur               | 6-6 | 24 | 12 | 12 | 50,0 | 54  |
| 6.°    | Tomás de Rocamora        | 7-5 | 24 | 11 | 13 | 50,0 | 54  |
| 7.°    | Huracán (Trelew)         | 7-5 | 24 | 11 | 13 | 50,0 | 54  |
| 8.°    | Ciclista Juninense       | 6-6 | 24 | 12 | 12 | 50,0 | 54  |
| 9.°    | Atenas (CdP)             | 5-7 | 24 | 13 | 11 | 50,0 | 54  |
| 10.°   | Olimpo (Bahía Blanca)    | 6-6 | 24 | 11 | 13 | 47,2 | 53  |
| 11.°   | Gimnasia (La Plata)      | 4-8 | 24 | 11 | 13 | 41,6 | 51  |
| 12.°   | Petrolero Argentino (PH) | 5-7 | 24 | 10 | 14 | 41,6 | 51  |
| 13.°   | Monte Hermoso Básquet    | 6-6 | 24 | 6  | 18 | 33,3 | 48  |

|  | Avanza a los cuartos de final de conferencia. |
|  | Avanza a la fase previa de conferencia.       |

1. 1 2 3 4 5  El quíntuple empate entre Parque Sur, Tomás de Rocamora, Huracán de Trelew, Ciclista Juninense y Atenas de Carmen de Patagones favorece a los equipos en ese orden. Para desempatar se realizó una tabla de posiciones entre estos equipos y considerando los enfrentamientos en esta fase.[32]
2. ↑  El desempate entre Gimnasia La Plata y Petrolero Argentino de Plaza Huincul favorece al primer mencionado ya que ganó los dos partidos disputados entre ambos.

| Monte Hermoso     | 64 - 62 | Hispano Americano  | Polideportivo        | 30 de noviembre | 21:00 |
| Deportivo Viedma  | 83 - 74 | Petrolero (PH)     | Ángel Cayetano Arias | 30 de noviembre | 21:30 |
| Platense          | 81 - 61 | Gimnasia (LP)      | Vicente López        | 1 de diciembre  | 21:00 |
| Tomás de Rocamora | 72 - 47 | Huracán (T)        | Julio Paccagnella    | 1 de diciembre  | 21:30 |
| Olimpo (BB)       | 64 - 79 | Hispano Americano  | Norberto Tómas       | 2 de diciembre  | 21:00 |
| Atenas (CdP)      | 91 - 84 | Petrolero (PH)     | Carmelo Trípodi Cala | 2 de diciembre  | 21:30 |
| Parque Sur        | 81 - 67 | Huracán (T)        | Parque Sur           | 3 de diciembre  | 21:00 |
| Petrolero (PH)    | 69 - 71 | Platense           | Plaza Huincul        | 5 de diciembre  | 21:30 |
| Deportivo Viedma  | 75 - 78 | Ciclista Juninense | Ángel Cayetano Arias | 6 de diciembre  | 21:00 |
| Tomás de Rocamora | 70 - 63 | Gimnasia (LP)      | Julio Paccagnella    | 6 de diciembre  | 21:30 |

| Hispano Americano | 90 - 67 | Monte Hermoso      | Tito Wilson             | 7 de diciembre  | 21:15 |
| Huracán (T)       | 66 - 72 | Platense           | Atilio Viglione         | 7 de diciembre  | 21:30 |
| Atenas (CdP)      | 98 - 92 | Ciclista Juninense | Carmelo Trípodi Cala    | 8 de diciembre  | 21:30 |
| Parque Sur        | 78 - 83 | Gimnasia (LP)      | Parque Sur              | 8 de diciembre  | 21:30 |
| Huracán (T)       | 84 - 64 | Monte Hermoso      | Atilio Viglione         | 9 de diciembre  | 21:30 |
| Deportivo Viedma  | 89 - 84 | Estudiantes (O)    | Polideportivo Municipal | 9 de diciembre  | 21:30 |
| Olimpo (BB)       | 82 - 67 | Tomás de Rocamora  | Norberto Tómas          | 10 de diciembre | 21:00 |
| Petrolero (PH)    | 79 - 56 | Ciclista Juninense | Plaza Huincul           | 10 de diciembre | 21:30 |
| Atenas (CdP)      | 66 - 80 | Estudiantes (O)    | Carmelo Trípodi Calá    | 11 de diciembre | 21:30 |
| Monte Hermoso     | 71 - 85 | Tomás de Rocamora  | Polideportivo Municipal | 12 de diciembre | 21:00 |
| Huracán (T)       | 84 - 86 | Estudiantes (O)    | Atilio Viglione         | 13 de diciembre | 21:30 |
| Parque Sur        | 85 - 92 | Deportivo Viedma   | Parque Sur              | 13 de diciembre | 21:30 |

| Olimpo (BB)        | 100 - 86 | Platense           | Norberto Tómas          | 14 de diciembre | 21:00 |
| Hispano Americano  | 99 - 76  | Petrolero (PH)     | Tito Wilson             | 15 de diciembre | 21:15 |
| Tomás de Rocamora  | 66 - 62  | Deportivo Viedma   | Julio César Paccagnella | 15 de diciembre | 21:30 |
| Monte Hermoso      | 90 - 84  | Platense           | Polideportivo Municipal | 16 de diciembre | 21:00 |
| Gimnasia (LP)      | 81 - 59  | Parque Sur         | Polideportivo           | 17 de diciembre | 21:30 |
| Huracán (T)        | 80 - 74  | Petrolero (PH)     | Atilio Viglione         | 17 de diciembre | 21:30 |
| Ciclista Juninense | 94 - 87  | Atenas (CdP)       | Raúl "Chuni" Merlo      | 18 de diciembre | 21:30 |
| Platense           | 83 - 89  | Parque Sur         | Vicente López           | 19 de diciembre | 21:00 |
| Gimnasia (LP)      | 93 - 77  | Deportivo Viedma   | Polideportivo           | 20 de diciembre | 21:30 |
| Estudiantes (O)    | 92 - 77  | Atenas (CdP)       | Maxi Parque             | 20 de diciembre | 21:30 |
| Tomás de Rocamora  | 61 - 59  | Olimpo (BB)        | Julio César Paccagnella | 20 de diciembre | 21:30 |
| Hispano Americano  | 82 - 64  | Huracán (T)        | Tito Wilson             | 21 de diciembre | 21:15 |
| Platense           | 77 - 82  | Deportivo Viedma   | Vicente López           | 22 de diciembre | 21:00 |
| Estudiantes (O)    | 65 - 60  | Ciclista Juninense | Maxi Gimnasio           | 22 de diciembre | 21:30 |
| Parque Sur         | 82 - 72  | Olimpo (BB)        | Parque Sur              | 22 de diciembre | 21:30 |

| 23/12 al 6/01, semanas de descanso |
| ---------------------------------- |

| Petrolero (PH)     | 75 - 77 | Deportivo Viedma   | Plaza Huincul        | 8 de enero  | 21:30 |
| Ciclista Juninense | 71 - 70 | Huracán            | Raúl "chuni" Merlo   | 8 de enero  | 21:30 |
| Monte Hermoso      | 66 - 84 | Olimpo (BB)        | Polideportivo        | 8 de enero  | 21:45 |
| Tomás de Rocamora  | 67 - 71 | Hispano Americano  | Julio Paccagnella    | 9 de enero  | 21:30 |
| Estudiantes (O)    | 96 - 87 | Huracán (T)        | Carlos Guerrero      | 10 de enero | 21:30 |
| Petrolero (PH)     | 76 - 79 | Olimpo (BB)        | Plaza Huincul        | 11 de enero | 21:30 |
| Parque Sur         | 88 - 87 | Hispano Americano  | Parque Sur           | 11 de enero | 21:30 |
| Ciclista Juninense | 90 - 81 | Platense           | Raúl "chuni" Merlo   | 11 de enero | 21:30 |
| Monte Hermoso      | 74 - 67 | Gimnasia (LP)      | Norberto Tómas       | 12 de enero | 21:45 |
| Estudiantes (O)    | 73 - 75 | Platense           | Carlos Guerrero      | 13 de enero | 21:00 |
| Ciclista Juninense | 85 - 81 | Hispano Americano  | Raúl "chuni" Merlo   | 13 de enero | 21:30 |
| Deportivo Viedma   | 81 - 78 | Atenas (CdP)       | Ángel Cayetano Arias | 13 de enero | 21:30 |
| Olimpo (BB)        | 88 - 69 | Gimnasia (LP)      | Norberto Tómas       | 14 de enero | 21:00 |
| Olimpo (BB)        | 75 - 57 | Ciclista Juninense | Norberto Tómas       | 16 de enero | 21:00 |
| Parque Sur         | 84 - 75 | Atenas (CdP)       | Parque Sur           | 17 de enero | 21:30 |

| Gimnasia (LP)      | 71 - 65 | Huracán (T)        | Polideportivo        | 18 de enero | 21:30 |
| Monte Hermoso      | 84 - 70 | Ciclista Juninense | Polideportivo        | 18 de enero | 21:45 |
| Tomás de Rocamora  | 84 - 77 | Atenas (CdP)       | Julio Paccagnella    | 19 de enero | 21:00 |
| Estudiantes (O)    | 98 - 88 | Petrolero (PH)     | Carlos Guerrero      | 19 de enero | 21:30 |
| Platense           | 69 - 60 | Huracán (T)        | Vicente López        | 20 de enero | 21:00 |
| Ciclista Juninense | 61 - 55 | Petrolero (PH)     | Raúl "chuni" Merlo   | 21 de enero | 21:30 |
| Hispano Americano  | 82 - 77 | Gimnasia (LP)      | Tito Wilson          | 22 de enero | 21:15 |
| Olimpo (BB)        | 83 - 71 | Monte Hermoso      | Norberto Tómas       | 22 de enero | 21:30 |
| Tomás de Rocamora  | 81 - 75 | Parque Sur         | Julio Paccagnella    | 22 de enero | 21:30 |
| Atenas (CdP)       | 76 - 75 | Deportivo Viedma   | Carmelo Trípodi Cala | 23 de enero | 21:30 |
| Huracán (T)        | 60 - 59 | Ciclista Juninense | Atilio Viglione      | 24 de enero | 21:30 |

| Hispano Americano  | 74 - 70 | Ciclista Juninense | Tito Wilson          | 26 de enero | 21:15 |
| Gimnasia (LP)      | 90 - 89 | Monte Hermoso      | Polideportivo        | 26 de enero | 21:30 |
| Deportivo Viedma   | 83 - 80 | Olimpo (BB)        | Ángel Cayetano Arias | 27 de enero | 21:30 |
| Platense           | 81 - 79 | Monte Hermoso      | Vicente López        | 28 de enero | 21:00 |
| Hispano Americano  | 89 - 83 | Parque Sur         | Tito Wilson          | 28 de enero | 21:15 |
| Gimnasia (LP)      | 81 - 64 | Estudiantes (O)    | Polideportivo        | 28 de enero | 21:30 |
| Atenas (CdP)       | 97 - 91 | Olimpo (BB)        | Carmelo Trípodi Cala | 29 de enero | 21:30 |
| Platense           | 81 - 75 | Estudiantes (O)    | Vicente López        | 30 de enero | 20:30 |
| Petrolero (PH)     | 85 - 82 | Huracán (T)        | Plaza Huincul        | 31 de enero | 22:00 |
| Ciclista Juninense | 72 - 64 | Monte Hermoso      | Raúl "chuni" Merlo   | 31 de enero | 22:00 |
| Deportivo Viedma   | 88 - 67 | Tomás de Rocamora  | Ángel Cayetano Arias | 31 de enero | 22:00 |

| Hispano Americano  | 84 - 69 | Estudiantes (O)   | Tito Wilson          | 1 de febrero | 21:15 |
| Atenas (CdP)       | 78 - 91 | Tomás de Rocamora | Carmelo Trípodi Cala | 2 de febrero | 21:30 |
| Gimnasia (LP)      | 64 - 73 | Platense          | Polideportivo        | 4 de febrero | 21:30 |
| Estudiantes (O)    | 88 - 76 | Deportivo Viedma  | Carlos Guerrero      | 4 de febrero | 21:30 |
| Huracán (T)        | 66 - 65 | Tomás de Rocamora | Atilio Viglione      | 5 de febrero | 21:30 |
| Monte Hermoso      | 84 - 85 | Atenas (CdP)      | Polideportivo        | 5 de febrero | 21:45 |
| Estudiantes (O)    | 81 - 70 | Parque Sur        | Carlos Guerrero      | 6 de febrero | 21:30 |
| Ciclista Juninense | 78 - 70 | Deportivo Viedma  | Raúl "chuni" Merlo   | 6 de febrero | 22:00 |
| Platense           | 95 - 93 | Hispano Americano | Vicente López        | 7 de febrero | 21:00 |
| Olimpo (BB)        | 88 - 83 | Atenas (CdP)      | Norberto Tómas       | 7 de febrero | 21:30 |

| Ciclista Juninense | 71 - 74 | Parque Sur        | Raúl "chuni" Merlo   | 8 de febrero  | 22:00 |
| Gimnasia (LP)      | 97 - 94 | Hispano Americano | Polideportivo        | 9 de febrero  | 21:30 |
| Tomás de Rocamora  | 63 - 82 | Petrolero (PH)    | Julio Paccagnella    | 9 de febrero  | 21:30 |
| Deportivo Viedma   | 91 - 64 | Monte Hermoso     | Ángel Cayetano Arias | 9 de febrero  | 22:00 |
| Estudiantes (O)    | 69 - 68 | Hispano Americano | Carlos Guerrero      | 11 de febrero | 21:30 |
| Atenas (CdP)       | 80 - 79 | Monte Hermoso     | Carmelo Tripodi Calá | 11 de febrero | 21:30 |
| Gimnasia (LP)      | 70 - 69 | Olimpo (BB)       | Polideportivo        | 11 de febrero | 21:30 |
| Parque Sur         | 68 - 65 | Petrolero (PH)    | Parque Sur           | 11 de febrero | 21:30 |
| Platense           | 77 - 72 | Olimpo (BB)       | Vicente López        | 13 de febrero | 21:00 |
| Petrolero (PH)     | 99 - 78 | Monte Hermoso     | Plaza Huincul        | 14 de febrero | 21:30 |
| Huracán (T)        | 64 - 60 | Gimnasia (LP)     | Atilio Viglione      | 14 de febrero | 21:30 |
| Parque Sur         | 73 - 61 | Tomás de Rocamora | Parque Sur           | 14 de febrero | 21:30 |

| Ciclista Juninense | 95 - 54   | Estudiantes (O)    | Raúl "chuni" Merlo   | 15 de febrero | 21:30 |
| Hispano Americano  | 60 - 74   | Platense           | Tito Wilson          | 16 de febrero | 21:15 |
| Petrolero (PH)     | 75 - 77   | Gimnasia (LP)      | Plaza Huincul        | 16 de febrero | 21:30 |
| Tomás de Rocamora  | 83 - 70   | Estudiantes (O)    | Julio Paccagnella    | 17 de febrero | 21:30 |
| Monte Hermoso      | 100 - 110 | Deportivo Viedma   | Polideportivo        | 18 de febrero | 21:45 |
| Platense           | 74 - 67   | Ciclista Juninense | Vicente López        | 19 de febrero | 21:00 |
| Parque Sur         | 90 - 72   | Estudiantes (O)    | Parque Sur           | 19 de febrero | 21:30 |
| Atenas (CdP)       | 99 - 72   | Huracán (T)        | Carmelo Trípodi Cala | 19 de febrero | 21:30 |
| Gimnasia (LP)      | 76 - 74   | Ciclista Juninense | Polideportivo        | 21 de febrero | 21:30 |
| Alianza Viedma     | 82 - 66   | Huracán (T)        | Ángel Cayetano Arias | 21 de febrero | 21:30 |

| Hispano Americano  | 93 - 80 | Olimpo (BB)       | Tito Wilson          | 23 de febrero | 21:15 |
| Atenas (CdP)       | 88 - 65 | Parque Sur        | Carmelo Trípodi Calá | 23 de febrero | 21:30 |
| Estudiantes (O)    | 87 - 78 | Tomás de Rocamora | Carlos Guerrero      | 23 de febrero | 21:30 |
| Platense           | 96 - 75 | Petrolero (PH)    | Vicente López        | 24 de febrero | 21:00 |
| Huracán (T)        | 85 - 75 | Olimpo (BB)       | Atilio Viglione      | 25 de febrero | 21:30 |
| Deportivo Viedma   | 76 - 54 | Parque Sur        | Ángel Cayetano Arias | 25 de febrero | 22:00 |
| Ciclista Juninense | 85 - 66 | Tomás de Rocamora | Raúl "chuni" Merlo   | 25 de febrero | 22:00 |
| Gimnasia (LP)      | 89 - 76 | Petrolero (PH)    | Atenas (LP)          | 26 de febrero | 21:30 |
| Huracán (T)        | 90 - 61 | Parque Sur        | Atilio Viglione      | 27 de febrero | 21:30 |
| Atenas (CdP)       | 86 - 76 | Hispano Americano | Carmelo Trípodi Calá | 27 de febrero | 21:30 |
| Monte Hermoso      | 83 - 88 | Estudiantes (O)   | Polideportivo        | 27 de febrero | 21:45 |

| Tomás de Rocamora | 82 - 83  | Platense           | Julio Paccagnella    | 29 de febrero | 21:00 |
| Olimpo (BB)       | 77 - 79  | Estudiantes (O)    | Norberto Tomas       | 29 de febrero | 21:00 |
| Deportivo Viedma  | 81 - 78  | Hispano Americano  | Polideportivo        | 29 de febrero | 22:00 |
| Parque Sur        | 73 - 74  | Platense           | Parque Sur           | 2 de marzo    | 21:30 |
| Huracán (T)       | 93 - 75  | Atenas (CdP)       | Atilio Viglione      | 2 de marzo    | 21:30 |
| Petrolero (PH)    | 84 - 77  | Estudiantes (O)    | Plaza Huincul        | 2 de marzo    | 22:00 |
| Hispano Americano | 100 - 86 | Atenas (CdP)       | Tito Wilson          | 4 de marzo    | 21:15 |
| Parque Sur        | 81 - 70  | Ciclista Juninense | Parque Sur           | 4 de marzo    | 21:30 |
| Deportivo Viedma  | 108 - 83 | Gimnasia (LP)      | Ángel Cayetano Arias | 5 de marzo    | 21:30 |
| Olimpo (BB)       | 80 - 75  | Petrolero (PH)     | Norberto Tomas       | 5 de marzo    | 21:30 |
| Tomás de Rocamora | 88 - 74  | Ciclista Juninense | Julio Paccagnella    | 6 de marzo    | 21:30 |

| Monte Hermoso      | 52 - 63 | Petrolero (PH)    | Polideportivo        | 7 de marzo  | 21:30 |
| Atenas (CdP)       | 95 - 60 | Gimnasia (LP)     | Carmelo Trípodi Calá | 7 de marzo  | 21:30 |
| Olimpo (BB)        | 84 - 79 | Deportivo Viedma  | Norberto Tómas       | 8 de marzo  | 21:30 |
| Platense           | 87 - 77 | Tomás de Rocamora | Vicente López        | 9 de marzo  | 21:00 |
| Huracán (T)        | 80 - 65 | Hispano Americano | Atilio Viglione      | 9 de marzo  | 21:30 |
| Estudiantes (O)    | 70 - 77 | Monte Hermoso     | Carlos Guerrero      | 10 de marzo | 21:00 |
| Ciclista Juninense | 77 - 68 | Olimpo (BB)       | Raúl "chuni" Merlo   | 11 de marzo | 21:30 |
| Gimnasia (LP)      | 79 - 92 | Tomás de Rocamora | Polideportivo        | 11 de marzo | 21:30 |
| Petrolero (PH)     | 76 - 67 | Hispano Americano | Plaza Huincul        | 11 de marzo | 22:00 |
| Parque Sur         | 86 - 75 | Monte Hermoso     | Parque Sur           | 12 de marzo | 21:30 |
| Platense           | 72 - 82 | Atenas (CdP)      | Vicente López        | 13 de marzo | 21:00 |
| Huracán (T)        | 84 - 86 | Deportivo Viedma  | Atilio Viglione      | 13 de marzo | 21:30 |
| Estudiantes (O)    | 81 - 70 | Olimpo (BB)       | Carlos Guerrero      | 13 de marzo | 21:30 |

| Hispano Americano  | 88 - 72 | Deportivo Viedma  | Tito Wilson          | 15 de marzo | 21:15 |
| Petrolero (PH)     | 83 - 75 | Parque Sur        | Plaza Huincul        | 15 de marzo | 21:30 |
| Tomás de Rocamora  | 76 - 85 | Monte Hermoso     | Julio Paccagnella    | 15 de marzo | 21:30 |
| Gimnasia (LP)      | 83 - 87 | Atenas (CdP)      | Polideportivo        | 15 de marzo | 21:30 |
| Monte Hermoso      | 65 - 69 | Huracán (T)       | Polideportivo        | 18 de marzo | 21:00 |
| Olimpo (BB)        | 88 - 65 | Parque Sur        | Norberto Tomas       | 18 de marzo | 21:00 |
| Estudiantes (O)    | 87 - 74 | Gimnasia (LP)     | Carlos Guerrero      | 18 de marzo | 21:30 |
| Atenas (CdP)       | 81 - 72 | Platense          | Carmelo Trípodi Calá | 18 de marzo | 21:30 |
| Petrolero (PH)     | 76 - 73 | Tomás de Rocamora | Plaza Huincul        | 18 de marzo | 21:30 |
| Monte Hermoso      | 70 - 76 | Parque Sur        | Polideportivo        | 20 de marzo | 21:30 |
| Deportivo Viedma   | 83 - 66 | Platense          | Ángel Cayetano Arias | 20 de marzo | 21:30 |
| Olimpo (BB)        | 69 - 87 | Huracán (T)       | Norberto Tomas       | 20 de marzo | 21:30 |
| Hispano Americano  | 85 - 71 | Tomás de Rocamora | Tito Wilson          | 20 de marzo | 21:30 |
| Petrolero (PH)     | 82 - 72 | Atenas (CdP)      | Plaza Huincul        | 20 de marzo | 21:30 |
| Ciclista Juninense | 81 - 67 | Gimnasia (LP)     | Raúl "chuni" Merlo   | 20 de marzo | 21:30 |

## Tercera fase; play offs

### Cuadro
| Equipo | Equipo     | Partidos | Partidos | Partidos | Partidos | Partidos | Serie |
| ------ | ---------- | -------- | -------- | -------- | -------- | -------- | ----- |
| 5.°    | Unión (SF) | 99       | 82       | 89       |          |          | 3     |
| 12.°   | UNCAus     | 56       | 76       | 85       |          |          | 0     |

| Equipo | Equipo             | Partidos | Partidos | Partidos | Partidos | Partidos | Serie |
| ------ | ------------------ | -------- | -------- | -------- | -------- | -------- | ----- |
| 6.°    | La Unión (C)       | 84       | 67       | 67       |          |          | 0     |
| 11.°   | Comunicaciones (M) | 92       | 69       | 84       |          |          | 3     |

| Equipo | Equipo                    | Partidos | Partidos | Partidos | Partidos | Partidos | Serie |
| ------ | ------------------------- | -------- | -------- | -------- | -------- | -------- | ----- |
| 7.°    | Oberá TC                  | 78       | 69       | 68       | 68       |          | 1     |
| 10.°   | BHY Tiro Federal Morteros | 73       | 87       | 75       | 80       |          | 3     |

| Equipo | Equipo       | Partidos | Partidos | Partidos | Partidos | Partidos | Serie |
| ------ | ------------ | -------- | -------- | -------- | -------- | -------- | ----- |
| 8.°    | Echagüe      | 90       | 89       | 73       | 71       |          | 3     |
| 9.°    | Salta Basket | 77       | 80       | 88       | 68       |          | 1     |

| Equipo | Equipo              | Partidos | Partidos | Partidos | Partidos | Partidos | Serie |
| ------ | ------------------- | -------- | -------- | -------- | -------- | -------- | ----- |
| 5.°    | Parque Sur          | 80       | 81       | 53       | 69       | 101      | 2     |
| 12.°   | Petrolero Argentino | 58       | 74       | 63       | 75       | 106      | 3     |

| Equipo | Equipo            | Partidos | Partidos | Partidos | Partidos | Partidos | Serie |
| ------ | ----------------- | -------- | -------- | -------- | -------- | -------- | ----- |
| 6.°    | Tomás de Rocamora | 78       | 68       | 71       | 79       |          | 1     |
| 11.°   | Gimnasia (LP)     | 65       | 82       | 76       | 89       |          | 3     |

| Equipo | Equipo      | Partidos | Partidos | Partidos | Partidos | Partidos | Serie |
| ------ | ----------- | -------- | -------- | -------- | -------- | -------- | ----- |
| 7.°    | Huracán (T) | 82       | 80       | 72       |          |          | 3     |
| 10.°   | Olimpo (BB) | 66       | 68       | 65       |          |          | 0     |

| Equipo | Equipo             | Partidos | Partidos | Partidos | Partidos | Partidos | Serie |
| ------ | ------------------ | -------- | -------- | -------- | -------- | -------- | ----- |
| 8.°    | Ciclista Juninense | 59       | 68       | 54       |          |          | 0     |
| 9.°    | Atenas (CdP)       | 67       | 73       | 74       |          |          | 3     |

|  | Cuartos de conferencia | Cuartos de conferencia | Cuartos de conferencia |                   |    | Semis de conferencia | Semis de conferencia | Semis de conferencia |  |    | Final de conferencia | Final de conferencia | Final de conferencia |  |    | Final nacional    | Final nacional | Final nacional |  |
|  |                        |                        |                        |                   |    |                      |                      |                      |  |    |                      |                      |                      |  |    |                   |                |                |  |
|  |                        |                        |                        |                   |    |                      |                      |                      |  |    |                      |                      |                      |  |    |                   |                |                |  |
|  | 1N                     | Villa Ángela Basket    | 3                      |                   |    |                      |                      |                      |  |    |                      |                      |                      |  |    |                   |                |                |  |
|  | 1N                     | Villa Ángela Basket    | 3                      |                   |    |                      |                      |                      |  |    |                      |                      |                      |  |    |                   |                |                |  |
|  | 11N                    | Comunicaciones (M)     | 1                      |                   |    |                      |                      |                      |  |    |                      |                      |                      |  |    |                   |                |                |  |
|  | 11N                    | Comunicaciones (M)     | 1                      |                   | 1N | Villa Ángela Basket  | 2                    |                      |  |    |                      |                      |                      |  |    |                   |                |                |  |
|  |                        |                        |                        |                   | 1N | Villa Ángela Basket  | 2                    |                      |  |    |                      |                      |                      |  |    |                   |                |                |  |
|  |                        |                        | 4N                     | Barrio Parque     | 3  |                      |                      |                      |  |    |                      |                      |                      |  |    |                   |                |                |  |
|  | 4N                     | Barrio Parque          | 4N                     | Barrio Parque     | 3  | 3                    |                      |                      |  |    |                      |                      |                      |  |    |                   |                |                |  |
|  | 4N                     | Barrio Parque          |                        |                   |    |                      |                      |                      |  |    |                      |                      |                      |  |    |                   |                |                |  |
|  | 5N                     | Unión (SF)             | 2                      |                   |    |                      |                      |                      |  |    |                      |                      |                      |  |    |                   |                |                |  |
|  | 5N                     | Unión (SF)             | 2                      |                   |    |                      |                      |                      |  | 4N | Barrio Parque        | 3                    |                      |  |    |                   |                |                |  |
|  | Conferencia Norte      |                        |                        |                   |    |                      |                      |                      |  | 4N | Barrio Parque        | 3                    |                      |  |    |                   |                |                |  |
|  |                        |                        | 8N                     | Echagüe           | 0  |                      |                      |                      |  |    |                      |                      |                      |  |    |                   |                |                |  |
|  | 2N                     | Hindú (R)              | 8N                     | Echagüe           | 0  | 3                    |                      |                      |  |    |                      |                      |                      |  |    |                   |                |                |  |
|  | 2N                     | Hindú (R)              |                        |                   |    |                      |                      |                      |  |    |                      |                      |                      |  |    |                   |                |                |  |
|  | 10N                    | BHY Tiro Federal M.    | 1                      |                   |    |                      |                      |                      |  |    |                      |                      |                      |  |    |                   |                |                |  |
|  | 10N                    | BHY Tiro Federal M.    | 1                      |                   | 2N | Hindú (R)            | 2                    |                      |  |    |                      |                      |                      |  |    |                   |                |                |  |
|  |                        |                        |                        |                   | 2N | Hindú (R)            | 2                    |                      |  |    |                      |                      |                      |  |    |                   |                |                |  |
|  |                        |                        | 8N                     | Echagüe           | 3  |                      |                      |                      |  |    |                      |                      |                      |  |    |                   |                |                |  |
|  | 3N                     | San Isidro             | 8N                     | Echagüe           | 3  | 1                    |                      |                      |  |    |                      |                      |                      |  |    |                   |                |                |  |
|  | 3N                     | San Isidro             |                        |                   |    |                      |                      |                      |  |    |                      |                      |                      |  |    |                   |                |                |  |
|  | 8N                     | Echagüe                | 3                      |                   |    |                      |                      |                      |  |    |                      |                      |                      |  |    |                   |                |                |  |
|  | 8N                     | Echagüe                | 3                      |                   |    |                      |                      |                      |  |    |                      |                      |                      |  | 3S | Hispano Americano | 3              |                |  |
|  |                        |                        |                        |                   |    |                      |                      |                      |  |    |                      |                      |                      |  | 3S | Hispano Americano | 3              |                |  |
|  |                        |                        | 4N                     | Barrio Parque     | 2  |                      |                      |                      |  |    |                      |                      |                      |  |    |                   |                |                |  |
|  | 1S                     | Platense               | 4N                     | Barrio Parque     | 2  | 3                    |                      |                      |  |    |                      |                      |                      |  |    |                   |                |                |  |
|  | 1S                     | Platense               |                        |                   |    |                      |                      |                      |  |    |                      |                      |                      |  |    |                   |                |                |  |
|  | 12S                    | Petrolero Argentino    | 1                      |                   |    |                      |                      |                      |  |    |                      |                      |                      |  |    |                   |                |                |  |
|  | 12S                    | Petrolero Argentino    | 1                      |                   | 1S | Platense             | 3                    |                      |  |    |                      |                      |                      |  |    |                   |                |                |  |
|  |                        |                        |                        |                   | 1S | Platense             | 3                    |                      |  |    |                      |                      |                      |  |    |                   |                |                |  |
|  |                        |                        | 7S                     | Huracán (T)       | 2  |                      |                      |                      |  |    |                      |                      |                      |  |    |                   |                |                |  |
|  | 4S                     | Estudiantes (O)        | 7S                     | Huracán (T)       | 2  | 1                    |                      |                      |  |    |                      |                      |                      |  |    |                   |                |                |  |
|  | 4S                     | Estudiantes (O)        |                        |                   |    |                      |                      |                      |  |    |                      |                      |                      |  |    |                   |                |                |  |
|  | 7S                     | Huracán (T)            | 3                      |                   |    |                      |                      |                      |  |    |                      |                      |                      |  |    |                   |                |                |  |
|  | 7S                     | Huracán (T)            | 3                      |                   |    |                      |                      |                      |  | 1S | Platense             | 0                    |                      |  |    |                   |                |                |  |
|  | Conferencia Sur        |                        |                        |                   |    |                      |                      |                      |  | 1S | Platense             | 0                    |                      |  |    |                   |                |                |  |
|  |                        |                        | 3S                     | Hispano Americano | 3  |                      |                      |                      |  |    |                      |                      |                      |  |    |                   |                |                |  |
|  | 2S                     | Deportivo Viedma       | 3S                     | Hispano Americano | 3  | 3                    |                      |                      |  |    |                      |                      |                      |  |    |                   |                |                |  |
|  | 2S                     | Deportivo Viedma       |                        |                   |    |                      |                      |                      |  |    |                      |                      |                      |  |    |                   |                |                |  |
|  | 11S                    | Gimnasia (LP)          | 2                      |                   |    |                      |                      |                      |  |    |                      |                      |                      |  |    |                   |                |                |  |
|  | 11S                    | Gimnasia (LP)          | 2                      |                   | 2S | Deportivo Viedma     | 0                    |                      |  |    |                      |                      |                      |  |    |                   |                |                |  |
|  |                        |                        |                        |                   | 2S | Deportivo Viedma     | 0                    |                      |  |    |                      |                      |                      |  |    |                   |                |                |  |
|  |                        |                        | 3S                     | Hispano Americano | 3  |                      |                      |                      |  |    |                      |                      |                      |  |    |                   |                |                |  |
|  | 3S                     | Hispano Americano      | 3S                     | Hispano Americano | 3  | 3                    |                      |                      |  |    |                      |                      |                      |  |    |                   |                |                |  |
|  | 3S                     | Hispano Americano      |                        |                   |    |                      |                      |                      |  |    |                      |                      |                      |  |    |                   |                |                |  |
|  | 9S                     | Atenas (CdP)           | 0                      |                   |    |                      |                      |                      |  |    |                      |                      |                      |  |    |                   |                |                |  |
|  | 9S                     | Atenas (CdP)           | 0                      |                   |    |                      |                      |                      |  |    |                      |                      |                      |  |    |                   |                |                |  |
|  |                        |                        |                        |                   |    |                      |                      |                      |  |    |                      |                      |                      |  |    |                   |                |                |  |

El equipo que figura en la primera línea es quien obtuvo la ventaja de localía.

El resultado que figura al lado de cada equipo es la sumatoria de partidos ganados.

### Reclasificación

#### Conferencia norte
Unión (Santa Fe) - UNCAus
| 29 de marzo, 21:30 | Unión (SF)                                                                 | 99–56                | UNCAus                                                         | Santa Fe de la Veracruz                                                          |  |  |
|                    | Parciales: 24 - 11, 13 - 17, 33 - 14, 29 - 14                              |                      |                                                                |                                                                                  |  |  |
|                    | Estadísticas Juan Carlos Bergel 19 Alejandro Reinick 8 Ignacio Fernández 9 | Reporte Pts Reb Asts | Estadísticas 12 Mauro Rotschy 9 Rodrigo Álvarez 5 Juan Cognini | Pabellón: Estadio Ángel P. Malvicino Árbitros: * Ariel Rosas * Cristian Salguero |  |  |
| Serie: 1 - 0       |                                                                            |                      |                                                                |                                                                                  |  |  |
|                    |                                                                            |                      |                                                                |                                                                                  |  |  |

| 31 de marzo, 21:30 | Unión (SF)                                                           | 82–76                | UNCAus                                                                 | Santa Fe de la Veracruz                                                         |  |  |
|                    | Parciales: 29 - 23, 7 - 22, 21 - 13, 25 - 18                         |                      |                                                                        |                                                                                 |  |  |
|                    | Estadísticas Jonathan Druley 24 Jonathan Druley 13 Jonathan Druley 4 | Reporte Pts Reb Asts | Estadísticas 26 Mauro Rotschy 9 Emilio Stucky 5 Juan Francisco Cognini | Pabellón: Estadio Ángel P. Malvicino Árbitros: * Raúl Lorenzo * Enrique Cáceres |  |  |
| Serie: 2 - 0       |                                                                      |                      |                                                                        |                                                                                 |  |  |
|                    |                                                                      |                      |                                                                        |                                                                                 |  |  |

| 3 de abril, 21:00 | UNCAus                                                                         | 85–89                | Unión (SF)                                                            | Presidencia Roque Sáenz Peña                                        |  |  |
|                   | Parciales: 17 - 22, 28 - 22, 19 - 25, 21 - 20                                  |                      |                                                                       |                                                                     |  |  |
|                   | Estadísticas Mauro Rotschy 28 Federico Pérez Darold 8 Juan Francisco Cognini 7 | Reporte Pts Reb Asts | Estadísticas 26 Alejandro Reinick 11 Alejandro Reinick 4 Luca Vildoza | Pabellón: Arena UNCAus Árbitros: * Cristian Alfaro * Gustavo D'Anna |  |  |
| Serie: 0 - 3      |                                                                                |                      |                                                                       |                                                                     |  |  |
|                   |                                                                                |                      |                                                                       |                                                                     |  |  |

La Unión (Colón) - Comunicaciones (Mercedes)
| 29 de marzo, 21:30 | La Unión (C) | 84–92                | Comunicaciones (M)                                                                      | Colón                                                                            |  |  |
|                    | Parciales: 20 - 23, 16 - 19, 25 - 29, 23 - 21                                                                     |                      |                                                                                         |                                                                                  |  |  |
|                    | Estadísticas Terrel Taylor 21 Terrel Taylor 7 Pablo Bogado, Adrián Forastieri, Santiago Arese y Facundo Mendoza 2 | Reporte Pts Reb Asts | Estadísticas 23 Hernando Salles 8 Cristian Romero 5 Hernando Salles y Alejandro Peralta | Pabellón: Estadio Carlos Delasoie Árbitros: * Javier Sánchez * Maximiliano Moral |  |  |
| Serie: 0 - 1       | |                      |                                                                                         |                                                                                  |  |  |
|                    | |                      |                                                                                         |                                                                                  |  |  |

| 31 de marzo, 21:30 | La Unión (C)                                                                              | 67–69                | Comunicaciones (M)                                                    | Colón                                                                                     |  |  |
|                    | Parciales: 20 - 11, 13 - 16, 20 - 20, 14 - 22                                             |                      |                                                                       |                                                                                           |  |  |
|                    | Estadísticas Terrel Taylor 21 Ortíz, Mendoza y Forastieri 5 Ortíz, Mendoza y Forastieri 2 | Reporte Pts Reb Asts | Estadísticas 18 Matías Jaworski 8 Alejandro Peralta 5 Hernando Salles | Pabellón: Estadio Carlos Delasoie Árbitros: * Maximiliano Piedrabuena * Sebastián Vasallo |  |  |
| Serie: 0 - 2       |                                                                                           |                      |                                                                       |                                                                                           |  |  |
|                    |                                                                                           |                      |                                                                       |                                                                                           |  |  |

| 3 de abril, 21:00 | Comunicaiones (M)                                                     | 84–67                | La Unión (C)                                                                | Mercedes                                                                     |  |  |
|                   | Parciales: 22 - 16, 14 - 17, 22 - 15, 26 - 19                         |                      |                                                                             |                                                                              |  |  |
|                   | Estadísticas Hernando Salles 27 Alejandro Peralta 9 Hernando Salles 5 | Reporte Pts Reb Asts | Estadísticas 22 Terrence Taylor 9 Santiago Arese 4 A. Forastieri y S. Arese | Pabellón: Club Comunicaciones Árbitros: * Alejandro Zanabone * Alberto Ponzo |  |  |
| Serie: 3 - 0      |                                                                       |                      |                                                                             |                                                                              |  |  |
|                   |                                                                       |                      |                                                                             |                                                                              |  |  |

Oberá Tenis Club - BHY Tiro Federal Morteros
| 29 de marzo, 21:30 | Oberá TC                                                     | 78–73                | BHY Tiro Federal Morteros                                          | Oberá                                                                            |  |  |
|                    | Parciales: 22 - 20, 22 - 19, 13 - 13, 21 - 21                |                      |                                                                    |                                                                                  |  |  |
|                    | Estadísticas Martín Gandoy 27 Diego Brezzo 10 Víctor Cajal 9 | Reporte Pts Reb Asts | Estadísticas 28 Emiliano Correa 7 Bruno Ingratta 6 Emiliano Correa | Pabellón: Oberá Tenis Club Árbitros: * Maximiliano Piedrabuena * Enrique Cáceres |  |  |
| Serie: 1 - 0       |                                                              |                      |                                                                    |                                                                                  |  |  |
|                    |                                                              |                      |                                                                    |                                                                                  |  |  |

| 31 de marzo, 21:30 | Oberá TC                                                         | 69–87                | BHY Tiro Federal Morteros                                          | Oberá                                                                      |  |  |
|                    | Parciales: 14 - 24, 18 - 20, 13 - 24, 24 - 19                    |                      |                                                                    |                                                                            |  |  |
|                    | Estadísticas Martín Gandoy 24 Phillip Lockett 13 Martín Gandoy 8 | Reporte Pts Reb Asts | Estadísticas 20 Tomás Acosta 8 Correa e Ingratta 6 Emiliano Correa | Pabellón: Oberá Tenis Club Árbitros: * Leandro Lezcano * Maximiliano Moral |  |  |
| Serie: 1 - 1       |                                                                  |                      |                                                                    |                                                                            |  |  |
|                    |                                                                  |                      |                                                                    |                                                                            |  |  |

| 3 de abril, 21:00 | BHY Tiro Federal Morteros                                                  | 75–68                | Oberá TC                                                                        | Morteros                                                         |  |  |
|                   | Parciales: 18 - 13, 20 - 18, 21 - 16, 16 - 21                              |                      |                                                                                 |                                                                  |  |  |
|                   | Estadísticas T. Acosta y E. Correa 19 Emiliano Correa 11 Emiliano Correa 5 | Reporte Pts Reb Asts | Estadísticas 17 Phillip Lockett 9 P. Lockett y J. Deck 2 P. Lockett y M. Gandoy | Pabellón: Estadio Blanco Árbitros: * Raúl Lorenzo * Sergio López |  |  |
| Serie: 2 - 1      |                                                                            |                      |                                                                                 |                                                                  |  |  |
|                   |                                                                            |                      |                                                                                 |                                                                  |  |  |

| 5 de abril, 21:30 | BHY Tiro Federal Morteros                                      | 80–68                | Oberá TC                                                                   | Morteros                                                                 |  |  |
|                   | Parciales: 20 - 19, 18 - 10, 18 - 17, 24 - 22                  |                      |                                                                            |                                                                          |  |  |
|                   | Estadísticas Tomás Acosta 23 Tomás Acosta 10 Emiliano Correa 3 | Reporte Pts Reb Asts | Estadísticas 27 Martín Gandoy 11 Phillip Lockett 1 M. Gandoy y J. Giordana | Pabellón: Estadio Blanco Árbitros: * Héctor Wasinger * Sebastián Vasallo |  |  |
| Serie: 3 - 1      |                                                                |                      |                                                                            |                                                                          |  |  |
|                   |                                                                |                      |                                                                            |                                                                          |  |  |

Echagüe - Salta Basket
| 29 de marzo, 21:00 | Echagüe                                                                          | 90–77                | Salta Basket                                                            | Paraná                                                               |  |  |
|                    | Parciales: 18 - 20, 21 - 20, 29 - 17, 22 - 20                                    |                      |                                                                         |                                                                      |  |  |
|                    | Estadísticas Lisandro Ruiz Moreno 26 Santiago González 11 Lisandro Ruiz Moreno 4 | Reporte Pts Reb Asts | Estadísticas 21 Gregorio Eseverri 6 Sebastián Uranga 6 Maximiliano Ríos | Pabellón: Estadio Luis Butta Árbitros: * Raúl Lorenzo * Sergio López |  |  |
| Serie: 1 - 0       |                                                                                  |                      |                                                                         |                                                                      |  |  |
|                    |                                                                                  |                      |                                                                         |                                                                      |  |  |

| 31 de marzo, 21:00 | Echagüe                                                                          | 89–80                | Salta Basket                                                   | Paraná                                                                  |  |  |
|                    | Parciales: 23 - 23, 16 - 19, 20 - 23, 30 - 15                                    |                      |                                                                |                                                                         |  |  |
|                    | Estadísticas Lisandro Ruiz Moreno 18 Santiago González 14 Lisandro Ruiz Moreno 6 | Reporte Pts Reb Asts | Estadísticas 2 Makal Stibbins 7 Makal Stibbins 5 Gastón García | Pabellón: Estadio Luis Butta Árbitros: * Ariel Rosas * Leonardo Barotto |  |  |
| Serie: 2 - 0       |                                                                                  |                      |                                                                |                                                                         |  |  |
|                    |                                                                                  |                      |                                                                |                                                                         |  |  |

| 3 de abril, 21:00 | Salta Basket                                                                 | 88–73                | Echagüe                                                                                 | Salta                                                                           |  |  |
|                   | Parciales: 23 - 14, 18 - 16, 21 - 22, 26 - 21                                |                      |                                                                                         |                                                                                 |  |  |
|                   | Estadísticas Maximiliano Ríos 21 G. Eseverri y M. Stibbins 6 Gastón García 4 | Reporte Pts Reb Asts | Estadísticas 22 Agustín Carnovale 16 Santiago González 3 Santiago González y S. Cabello | Pabellón: Estadio Delmi Árbitros: * Maximiliano Piedrabuena * Maximiliano Moral |  |  |
| Serie: 1 - 2      |                                                                              |                      |                                                                                         |                                                                                 |  |  |
|                   |                                                                              |                      |                                                                                         |                                                                                 |  |  |

| 5 de abril, 22:00 | Salta Basket                                                           | 68–71                | Echagüe                                                                   | Salta                                                               |  |  |
|                   | Parciales: 12 - 13, 18 - 17, 17 - 23, 21 - 18                          |                      |                                                                           |                                                                     |  |  |
|                   | Estadísticas Maximiliano Rios 18 Makal Stibbins 11 Gregorio Eseverri 3 | Reporte Pts Reb Asts | Estadísticas 22 Lisandro Ruíz Moreno 12 Santiago González 5 Matias Stival | Pabellón: Estadio Delmi Árbitros: * Leandro Lezcano * Alberto Ponzo |  |  |
| Serie: 1 - 3      |                                                                        |                      |                                                                           |                                                                     |  |  |
|                   |                                                                        |                      |                                                                           |                                                                     |  |  |

#### Conferencia sur
Parque Sur - Petrolero Argentino
| 30 de marzo, 21:30 | Parque Sur | 80–58                | Petrolero Argentino                                              | Concepción del Uruguay                                                    |  |  |
|                    | Parciales: 17 - 13, 15 - 12, 22 - 12, 26 - 21                                                                     |                      |                                                                  |                                                                           |  |  |
|                    | Estadísticas A. Richard, F. Pais, R. Bernasconi y A. Zurbriggen 11 Pablo Walter 9 Agustín Richard y Felipe Pais 5 | Reporte Pts Reb Asts | Estadísticas 18 Mario Sepúlveda 5 Marcus Morgan 4 Carlos Buendía | Pabellón: Estadio del Parque Árbitros: * Leandro Lezcano * Gustavo D'Anna |  |  |
| Serie: 1 - 0       | |                      |                                                                  |                                                                           |  |  |
|                    | |                      |                                                                  |                                                                           |  |  |

| 1 de abril, 21:30 | Parque Sur                                                        | 81–74                | Petrolero Argentino                                              | Concepción del Uruguay                                                   |  |  |
|                   | Parciales: 20 - 20, 17 - 17, 23 - 13, 21 - 22                     |                      |                                                                  |                                                                          |  |  |
|                   | Estadísticas Felipe Pais 19 Mariani y Richard 5 Agustín Richard 8 | Reporte Pts Reb Asts | Estadísticas 25 Carlos Buendía 8 Carlos Buendía 5 Carlos Buendía | Pabellón: Estadio del Parque Árbitros: * Héctor Wasinger * Alberto Ponzo |  |  |
| Serie: 2 - 0      |                                                                   |                      |                                                                  |                                                                          |  |  |
|                   |                                                                   |                      |                                                                  |                                                                          |  |  |

| 4 de abril, 22:00 | Petrolero Argentino                                                                           | 63–53                | Parque Sur                                                                  |                                                                    |  |  |
|                   | Parciales: 8 - 20, 20 - 8, 15 - 14, 20 - 11                                                   |                      |                                                                             |                                                                    |  |  |
|                   | Estadísticas C. Buendía y M. Sepúlveda 8 M. Morgan y M. Sepúlveda 7 C. Buendía y S. Ludueña 3 | Reporte Pts Reb Asts | Estadísticas 12 Ruggero Bernasconi 8 Agustín Richard 3 A. Richard y F. Pais | Pabellón: Plaza Huincul Árbitros: * Pablo Leyton * José Luis Lugli |  |  |
| Serie: 1 - 2      |                                                                                               |                      |                                                                             |                                                                    |  |  |
|                   |                                                                                               |                      |                                                                             |                                                                    |  |  |

| 6 de abril, 22:00 | Petrolero Argentino                                                 | 75–69                | Parque Sur                                                    |                                                                  |  |  |
|                   | Parciales: 16 - 15, 11 - 19, 23 - 22, 25 - 13                       |                      |                                                               |                                                                  |  |  |
|                   | Estadísticas Mario Sepúlveda 24 Jerónimo Barón 5 Santiago Ludueña 7 | Reporte Pts Reb Asts | Estadísticas 24 Matías Novello 6 Matías Novello 6 Felipe Pais | Pabellón: Plaza Huincul Árbitros: * Pedro Hoyo * Enrique Cáceres |  |  |
| Serie: 2 - 2      |                                                                     |                      |                                                               |                                                                  |  |  |
|                   |                                                                     |                      |                                                               |                                                                  |  |  |

| 9 de abril, 21:30 | Parque Sur                                                         | 101–106              | Petrolero Argentino                                                | Concepción del Uruguay                                                     |  |  |
|                   | Parciales: 31 - 20, 26 - 25, 18 - 27, 26 - 34                      |                      |                                                                    |                                                                            |  |  |
|                   | Estadísticas Felipe Pais 32 Guido Mariani 9 G. Mariani y F. Pais 6 | Reporte Pts Reb Asts | Estadísticas 26 Sergio Ravina 8 Mario Sepúlveda 4 Santiago Ludueña | Pabellón: Estadio del Parque Árbitros: * Alejandro Zanabone * Sergio López |  |  |
| Serie: 2 - 3      |                                                                    |                      |                                                                    |                                                                            |  |  |
|                   |                                                                    |                      |                                                                    |                                                                            |  |  |

Tomás de Rocamora - Gimnasia (La Plata)
| 29 de marzo, 21:00 | Tomás de Rocamora                                                                         | 78–65                | Gimnasia (LP)                                                         | Concepción del Uruguay                                                                    |  |  |
|                    | Parciales: 12 - 15, 23 - 17, 24 - 17, 19 - 16                                             |                      |                                                                       |                                                                                           |  |  |
|                    | Estadísticas Federico Mariani 16 Gerardo Isla Domke 12 Ignacio Dávico y Lucas Cassettai 5 | Reporte Pts Reb Asts | Estadísticas 21 Lisandro Villa 13 Eduardo Vassirani 5 Estéban Rusconi | Pabellón: Estadio Julio César Paccagnella Árbitros: * Leandro Lezcano * Sebastián Vasallo |  |  |
| Serie: 1 - 0       |                                                                                           |                      |                                                                       |                                                                                           |  |  |
|                    |                                                                                           |                      |                                                                       |                                                                                           |  |  |

| 31 de marzo, 21:00 | Tomás de Rocamora                                                     | 68–82                | Gimnasia (LP)                                                              | Concepción del Uruguay                                                            |  |  |
|                    | Parciales: 19 - 18, 11 - 23, 16 - 21, 22 - 20                         |                      |                                                                            |                                                                                   |  |  |
|                    | Estadísticas Gerardo Isla Domke 16 Matías Cuello 6 Federico Mariani 4 | Reporte Pts Reb Asts | Estadísticas 20 Eduardo Vassirani 13 Eduardo Vassirani 7 Leonardo La Bella | Pabellón: Estadio Julio César Paccagnella Árbitros: * Pedro Hoyo * Gustavo D'Anna |  |  |
| Serie: 1 - 1       |                                                                       |                      |                                                                            |                                                                                   |  |  |
|                    |                                                                       |                      |                                                                            |                                                                                   |  |  |

| 3 de abril, 21:00 | Gimnasia (LP)                                                              | 76–71                | Tomás de Rocamora                                                           | La Plata                                                                            |  |  |
|                   | Parciales: 14 - 13, 15 - 13, 22 - 23, 25 - 22                              |                      |                                                                             |                                                                                     |  |  |
|                   | Estadísticas Leonardo La Bella 23 Eduardo Vassirani 11 Leonardo La Bella 4 | Reporte Pts Reb Asts | Estadísticas 25 Federico Mariani 10 Maximiliano Tabieres 3 Federico Mariani | Pabellón: Polideportivo Víctor Nethol Árbitros: * Héctor Wasinger * Leandro Barotto |  |  |
| Serie: 2 - 1      |                                                                            |                      |                                                                             |                                                                                     |  |  |
|                   |                                                                            |                      |                                                                             |                                                                                     |  |  |

| 5 de abril, 21:30 | Gimnasia (LP)                                                                  | 89–79                | Tomás de Rocamora                                                   | La Plata                                                                             |  |  |
|                   | Parciales: 24 - 12, 18 - 28, 27 - 21, 20 - 18                                  |                      |                                                                     |                                                                                      |  |  |
|                   | Estadísticas Lisandro Villa 22 Eduardo Vassirani 15 L. La Bella y E. Rusconi 5 | Reporte Pts Reb Asts | Estadísticas 33 Matias Cuello 7 Federico Mariani 3 Federico Mariani | Pabellón: Polideportivo Víctor Nethol Árbitros: * Javiér Sánchez * Cristian Salguero |  |  |
| Serie: 3 - 1      |                                                                                |                      |                                                                     |                                                                                      |  |  |
|                   |                                                                                |                      |                                                                     |                                                                                      |  |  |

Huracán (Trelew) - Olimpo (Bahía Blanca)
| 30 de marzo, 21:30 | Huracán (T)                                                                          | 82–66                | Olimpo (BB) | Trelew                                                                        |  |  |
|                    | Parciales: 16 - 16, 23 - 19, 21 - 21, 22 - 10                                        |                      | |                                                                               |  |  |
|                    | Estadísticas Martín Melo 19 Fabricio Cosolito 7 Byron Johnson II y Sebastián Puñet 2 | Reporte Pts Reb Asts | Estadísticas 26 Clarence Matthews II 8 Clarence Matthews II 1 Mariano Castets, Emilio Giménez, Clarence Matthews II y Matías Chaves | Pabellón: Estadio Atilio Viglione Árbitros: * Cristian Alfaro * ALberto Ponzo |  |  |
| Serie: 1 - 0       |                                                                                      |                      | |                                                                               |  |  |
|                    |                                                                                      |                      | |                                                                               |  |  |

| 1 de abril, 21:30 | Huracán (T)                                                                 | 80–68                | Olimpo (BB)                                                               | Trelew                                                                            |  |  |
|                   | Parciales: 22 - 16, 19 - 19, 22 - 12, 17 - 21                               |                      |                                                                           |                                                                                   |  |  |
|                   | Estadísticas Melo y Brizuela 15 Gustavo Maranguello 7 Gustavo Maranguello 4 | Reporte Pts Reb Asts | Estadísticas 15 Clarence Matthews III 1 Zalguizuri, Matthews III y Chaves | Pabellón: Estadio Atilio Viglione Árbitros: * Alejandro Trias * Cristian Salguero |  |  |
| Serie: 2 - 0      |                                                                             |                      |                                                                           |                                                                                   |  |  |
|                   |                                                                             |                      |                                                                           |                                                                                   |  |  |

| 4 de abril, 21:00 | Olimpo (BB)                                                                                | 65–72                | Huracán (T)                                                                   | Bahía Blanca                                                              |  |  |
|                   | Parciales: 16 - 20, 10 - 16, 17 - 15, 22 - 21                                              |                      |                                                                               |                                                                           |  |  |
|                   | Estadísticas M. Zalguizuri y C. Matthews III 20 Clarence Matthews III 9 Mauro Zalguizuri 3 | Reporte Pts Reb Asts | Estadísticas 16 Gustavo Maranguello 8 Martín Melo 2 B. Johnson II y V. Burgos | Pabellón: Estadio Norberto Tómas Árbitros: * Pedro Hoyo * Enrique Cáceres |  |  |
| Serie: 0 - 3      |                                                                                            |                      |                                                                               |                                                                           |  |  |
|                   |                                                                                            |                      |                                                                               |                                                                           |  |  |

Ciclista Juninense - Atenas (Carme de Patagones)
| 30 de marzo, 21:30 | Ciclista Juninense                                          | 59–67                | Atenas (CdP)                                                           | Junín                                                                            |  |  |
|                    | Parciales: 14 - 22, 9 - 15, 7 - 15, 29 - 15                 |                      |                                                                        |                                                                                  |  |  |
|                    | Estadísticas Mauro Araujo 15 Elnes Bolling 8 Mauro Araujo 4 | Reporte Pts Reb Asts | Estadísticas 14 Emiliano Agostino 12 Eequiel Dentis 2 Hernán Etchepare | Pabellón: Estadio Raúl "chuni" Merlo Árbitros: * Javier Salinas * Javier Sánchez |  |  |
| Serie: 0 - 1       |                                                             |                      |                                                                        |                                                                                  |  |  |
|                    |                                                             |                      |                                                                        |                                                                                  |  |  |

| 1 de abril, 21:30 | Ciclista Juninense                                              | 68–73                | Atenas (CdP)                                                                                   | Junín                                                                                 |  |  |
|                   | Parciales: 22 - 18, 11 - 14, 18 - 19, 17 - 22                   |                      |                                                                                                |                                                                                       |  |  |
|                   | Estadísticas Pablo Alderete 19 Albert Jackson 10 Agustín Jure 5 | Reporte Pts Reb Asts | Estadísticas 28 Emiliano Agostino 11 Federico Grun 1 Agostino, Etchepare, Grun, Lavoratornuovo | Pabellón: Estadio Raúl "chuni" Merlo Árbitros: * Alejandro Zanabone * Leandro Barotto |  |  |
| Serie: 0 - 2      |                                                                 |                      |                                                                                                |                                                                                       |  |  |
|                   |                                                                 |                      |                                                                                                |                                                                                       |  |  |

| 4 de abril, 21:30 | Atenas (CdP)                                                                           | 74–54                | Ciclista Juninense                                               | Carmen de Patagones                                                                    |  |  |
|                   | Parciales: 15 - 9, 24 - 12, 23 - 21, 12 - 12                                           |                      |                                                                  |                                                                                        |  |  |
|                   | Estadísticas Emiliano Agostino 11 E. Agostino y F. Sinconi Gian 7 Howard Wilkerson III | Reporte Pts Reb Asts | Estadísticas 19 Albert Jackson 10 Albert Jackson 3 Elnes Bolling | Pabellón: Estadio Carmelo Trípodi Calá Árbitros: * Alejandro Trias * Cristian Salguero |  |  |
| Serie: 3 - 0      |                                                                                        |                      |                                                                  |                                                                                        |  |  |
|                   |                                                                                        |                      |                                                                  |                                                                                        |  |  |

### Cuartos de final de conferencia

#### Conferencia norte
Villa Ángela Basket - Comunicaciones (Mercedes)
| 12 de abril, 22:00 | Villa Ángela Basket                                                 | 80–81                | Comunicaciones (M)                                                   | Villa Ángela                                                                    |  |  |
|                    | Parciales: 25 - 14, 19 - 17, 15 - 18, 21 - 32                       |                      |                                                                      |                                                                                 |  |  |
|                    | Estadísticas Tavoice Prowell 17 Ariel Zago 10 Chrsitian Schlopper 6 | Reporte Pts Reb Asts | Estadísticas 18 Hernando Salles 12 Cristian Romero 6 Hernando Salles | Pabellón: Estadio Carlos "mona" Lobera Árbitros: * Ariel Rosas * Gustavo D'Anna |  |  |
| Serie: 0 - 1       |                                                                     |                      |                                                                      |                                                                                 |  |  |
|                    |                                                                     |                      |                                                                      |                                                                                 |  |  |

| 14 de abril, 22:00 | Villa Ángela Basket                                               | 83–65                | Comunicaciones (M)                                                | Villa Ángela                                                                 |  |  |
|                    | Parciales: 24 - 14, 22 - 14, 20 - 16, 17 - 21                     |                      |                                                                   |                                                                              |  |  |
|                    | Estadísticas César Avalle 15 Sebastián Picton 9 Martín Cequeira 6 | Reporte Pts Reb Asts | Estadísticas 17 José Luis Fabio 10 José Luis Fabio 3 Facundo Toia | Pabellón: Estadio Carlos "mona" Lobera Árbitros: * Pedro Hoyo * Sergio López |  |  |
| Serie: 1 - 1       |                                                                   |                      |                                                                   |                                                                              |  |  |
|                    |                                                                   |                      |                                                                   |                                                                              |  |  |

| 17 de abril, 21:00 | Comunicaciones (M)                                                  | 55–71                | Villa Ángela Basket                                             | Mercedes                                                                      |  |  |
|                    | Parciales: 11 - 19, 15 - 16, 12 - 24, 17 - 12                       |                      |                                                                 |                                                                               |  |  |
|                    | Estadísticas Alejandro Peralta 13 José Luis Fabio 10 Facundo Toia 3 | Reporte Pts Reb Asts | Estadísticas 17 Tavorice Prowell 8 Ariel Zago 5 Martín Cequeira | Pabellón: Club Comunicaciones Árbitros: * Leandro Lezcano * Maximiliano Moral |  |  |
| Serie: 1 - 2       |                                                                     |                      |                                                                 |                                                                               |  |  |
|                    |                                                                     |                      |                                                                 |                                                                               |  |  |

| 19 de abril, 21:30 | Comunicaciones (M)                                                     | 81–90                | Villa Ángela Basket                                                     | Mercedes                                                                    |  |  |
|                    | Parciales: 16 - 20, 14 - 24, 21 - 28, 30 - 18                          |                      |                                                                         |                                                                             |  |  |
|                    | Estadísticas Facundo Toia 22 José Luis Fabio 7 F. Toia y M. Jaworski 3 | Reporte Pts Reb Asts | Estadísticas 20 Christian Schoppler 11 Ariel Zago 5 Christian Schoppler | Pabellón: Club Comunicaciones Árbitros: * Cristian Alfaro * Enrique Cáceres |  |  |
| Serie: 1 - 3       |                                                                        |                      |                                                                         |                                                                             |  |  |
|                    |                                                                        |                      |                                                                         |                                                                             |  |  |

Hindú (Resistencia) - BHY Tiro Federal Morteros
| 12 de abril, 22:00 | Hindú (R)                                                      | 80–60                | BHY Tiro Federal Morteros                                          | Resistencia                                                              |  |  |
|                    | Parciales: 17 - 17, 15 - 20, 24 - 11, 24 - 12                  |                      |                                                                    |                                                                          |  |  |
|                    | Estadísticas Nicolás Paletta 20 Pablo Moya 9 Nicolás Paletta 8 | Reporte Pts Reb Asts | Estadísticas 20 Bruno Ingratta 6 Emiliano Correa 7 Emiliano Correa | Pabellón: Hindú Club Árbitros: * Maximiliano Piedrabuena * Alberto Ponzo |  |  |
| Serie: 1 - 0       |                                                                |                      |                                                                    |                                                                          |  |  |
|                    |                                                                |                      |                                                                    |                                                                          |  |  |

| 14 de abril, 22:00 | Hindú (R)                                                                 | 87–70                | BHY Tiro Federal Morteros                                              | Resistencia                                                       |  |  |
|                    | Parciales: 21 - 15, 23 - 19, 27 - 17, 16 - 19                             |                      |                                                                        |                                                                   |  |  |
|                    | Estadísticas Franco Vieta Stechina 25 Franco Barroso 10 Nicolás Paletta 9 | Reporte Pts Reb Asts | Estadísticas 19 Shawn Anderson 7 P. Prizzo y J. Talpone 6 Tomás Acosta | Pabellón: Hindú Club Árbitros: * Cristian Alfaro * Gustavo D'Anna |  |  |
| Serie: 2 - 0       |                                                                           |                      |                                                                        |                                                                   |  |  |
|                    |                                                                           |                      |                                                                        |                                                                   |  |  |

| 17 de abril, 21:00 | BHY Tiro Federal Morteros                                    | 92–89                | Hindú (R)                                                          | Morteros                                                         |  |  |
|                    | Parciales: 24 - 19, 19 - 21, 27 - 24, 22 - 25                |                      |                                                                    |                                                                  |  |  |
|                    | Estadísticas Bruno Ingratta 28 Tomás Acosta 8 Tomás Acosta 7 | Reporte Pts Reb Asts | Estadísticas 21 Kenneth Jones 7 K. Jones y F. Barroso 3 Pablo Moya | Pabellón: Estadio Blanco Árbitros: * Raúl Lorenzo * Sergio López |  |  |
| Serie: 1 - 2       |                                                              |                      |                                                                    |                                                                  |  |  |
|                    |                                                              |                      |                                                                    |                                                                  |  |  |

| 19 de abril, 21:30 | BHY Tiro Federal Morteros                                 | 57–67                | Hindú (R)                                                          | Morteros                                                              |  |  |
|                    | Parciales: 14 - 18, 18 - 17, 8 - 15, 17 - 17              |                      |                                                                    |                                                                       |  |  |
|                    | Estadísticas Pablo Rizzo 14 Tomás Acosta 7 Tomás Acosta 8 | Reporte Pts Reb Asts | Estadísticas 19 Nicolás Paletta 8 Pablo Moya 1 K. Jones y F. Vieta | Pabellón: Estadio Blanco Árbitros: * Pablo Leyton * Sebastián Vasallo |  |  |
| Serie: 1 - 3       |                                                           |                      |                                                                    |                                                                       |  |  |
|                    |                                                           |                      |                                                                    |                                                                       |  |  |

San Isidro - Echagüe
| 12 de abril, 21:30 | San Isidro                                                        | 89–92                | Echagüe                                                                  | San Francisco                                                               |  |  |
|                    | Parciales: 16 - 15, 22 - 14, 16 - 32, 28 - 21 (T.E.: 7 - 10)      |                      |                                                                          |                                                                             |  |  |
|                    | Estadísticas Bruno Barovero 30 Bruno Barovero 10 Bruno Barovero 4 | Reporte Pts Reb Asts | Estadísticas 21 Lisandro Ruiz Moreno 12 Santiago González 6 Gastón Torre | Pabellón: Estadio Severo Robledo Árbitros: * Pedro Hoyo * Sebastián Vasallo |  |  |
| Serie: 0 - 1       |                                                                   |                      |                                                                          |                                                                             |  |  |
|                    |                                                                   |                      |                                                                          |                                                                             |  |  |

| 14 de abril, 21:30 | San Isidro                                                        | 87–70                | Echagüe                                                                  | San Francisco                                                                 |  |  |
|                    | Parciales: 16 - 15, 23 - 22, 24 - 10, 24 - 23                     |                      |                                                                          |                                                                               |  |  |
|                    | Estadísticas Lucas Arn 20 Lucas Arn 11 M. Cabrera y L. Mansilla 3 | Reporte Pts Reb Asts | Estadísticas 20 Lisandro Ruiz Moreno 15 Santiago González 4 Gastón Torre | Pabellón: Estadio Severo Robledo Árbitros: * Pablo Leyton * Cristian Salguero |  |  |
| Serie: 1 - 1       |                                                                   |                      |                                                                          |                                                                               |  |  |
|                    |                                                                   |                      |                                                                          |                                                                               |  |  |

| 17 de abril, 21:00 | Echagüe                                                                  | 87–84                | San Isidro                                                       | Paraná                                                                    |  |  |
|                    | Parciales: 18 - 19, 21 - 17, 27 - 21, 13 - 22 (T.E.: 8 - 5)              |                      |                                                                  |                                                                           |  |  |
|                    | Estadísticas Lisandro Ruiz Moreno 25 Santiago González 12 Gastón Torre 8 | Reporte Pts Reb Asts | Estadísticas 27 Lucas Arn 11 Lucas Arn 4 M. Cabrera y G. Sciutto | Pabellón: Estadio Luis Butta Árbitros: * Cristian Alfaro * Gustavo D'Anna |  |  |
| Serie: 2 - 1       |                                                                          |                      |                                                                  |                                                                           |  |  |
|                    |                                                                          |                      |                                                                  |                                                                           |  |  |

| 19 de abril, 21:00 | Echagüe                                                     | 75–66                | San Isidro                                                 | Paraná                                                                          |  |  |
|                    | Parciales: 16 - 23, 17 - 20, 22 - 12, 20 - 11               |                      |                                                            |                                                                                 |  |  |
|                    | Estadísticas Santiago González 19 G. Torre y A. Carnovale 4 | Reporte Pts Reb Asts | Estadísticas 14 Luis Mansilla 7 Lucas Arn 3 Martín Cabrera | Pabellón: Estadio Luis Butta Árbitros: * Maximiliano Piedrabuena * Sergio López |  |  |
| Serie: 3 -1        |                                                             |                      |                                                            |                                                                                 |  |  |
|                    |                                                             |                      |                                                            |                                                                                 |  |  |

Barrio Parque - Unión (Santa Fe)
| 12 de abril, 21:00 | Barrio Parque                                                         | 92–80                | Unión (SF)                                                           | Córdoba                                                                |  |  |
|                    | Parciales: 24 - 16, 21 - 17, 23 - 18, 24 - 29                         |                      |                                                                      |                                                                        |  |  |
|                    | Estadísticas Nicolás Lauria 27 Nicolás Lauria 9 Fernando Titarelli 13 | Reporte Pts Reb Asts | Estadísticas 23 Jonathan Durley 13 Jonathan Durley 5 Leandro Vildoza | Pabellón: Teatro del Parque Árbitros: * Pablo Leyton * Leandro Barotto |  |  |
| Serie: 1 - 0       |                                                                       |                      |                                                                      |                                                                        |  |  |
|                    |                                                                       |                      |                                                                      |                                                                        |  |  |

| 14 de abril, 21:00 | Barrio Parque                                                                          | 80–99                | Unión (SF)                                                          | Córdoba                                                                 |  |  |
|                    | Parciales: 16 - 22, 20 - 20, 15 - 28, 29 - 29                                          |                      |                                                                     |                                                                         |  |  |
|                    | Estadísticas Nicolás Lauria 19 A. Mariani, N. Lauria y B. Craig 6 Fernando Titarelli 6 | Reporte Pts Reb Asts | Estadísticas 26 Jonathan Durley 6 Jonathan Durley 8 Leandro Vildoza | Pabellón: Teatro del Parque Árbitros: * Ariel Rosas * Sebastián Vasallo |  |  |
| Serie: 1 - 1       |                                                                                        |                      |                                                                     |                                                                         |  |  |
|                    |                                                                                        |                      |                                                                     |                                                                         |  |  |

| 17 de abril, 21:00 | Unión (SF)                                                      | 71–83                | Barrio Parque                                                               | Santa Fe de la Veracruz                                                            |  |  |
|                    | Parciales: 15 - 16, 25 - 20, 17 - 18, 14 - 29                   |                      |                                                                             |                                                                                    |  |  |
|                    | Estadísticas Juan Kelly 26 Jonathan Durley 10 Leandro Vildoza 3 | Reporte Pts Reb Asts | Estadísticas 29 Andres Mariani 9 Lautaro Rivata 3 A. Mariani y F. Titarelli | Pabellón: Estadio Ángel P. Malvicino Árbitros: * Héctor Wasinger * Enrique Cáceres |  |  |
| Serie: 1 - 2       |                                                                 |                      |                                                                             |                                                                                    |  |  |
|                    |                                                                 |                      |                                                                             |                                                                                    |  |  |

| 19 de abril, 21:30 | Unión (SF)                                                       | 85–74                | Barrio Parque                                                        | Santa Fe de la Veracruz                                                        |  |  |
|                    | Parciales: 19 - 17, 21 - 20, 23 - 17, 22 - 20                    |                      |                                                                      |                                                                                |  |  |
|                    | Estadísticas Juan Kelly 17 Alejandro Reinick 9 Leandro Vildoza 5 | Reporte Pts Reb Asts | Estadísticas 19 Andrés Mariani 9 Nicolás Lauría 4 Fernando Titarelli | Pabellón: Estadio Ángel P. Malvicino Árbitros: * Raúl Lorenzo * Gustavo D'Anna |  |  |
| Serie: 2 - 2       |                                                                  |                      |                                                                      |                                                                                |  |  |
|                    |                                                                  |                      |                                                                      |                                                                                |  |  |

| 22 de abril, 21:00 | Barrio Parque                                                        | 72–66                | Unión (SF)                                                            | Córdoba                                                                    |  |  |
|                    | Parciales: 18 - 23, 19 - 16, 15 - 13, 20 - 14                        |                      |                                                                       |                                                                            |  |  |
|                    | Estadísticas Andres Mariani 21 Lautaro Rivata 9 Fernando Titarelli 3 | Reporte Pts Reb Asts | Estadísticas 19 Juan Kelly 7 J. Durley y A. Reinick 2 Leandro Vildoza | Pabellón: Teatro del Parque Árbitros: * Javier Sánchez * Cristian Salguero |  |  |
| Serie: 3 - 2       |                                                                      |                      |                                                                       |                                                                            |  |  |
|                    |                                                                      |                      |                                                                       |                                                                            |  |  |

#### Conferencia sur
Platense - Petrolero Argentino
| 13 de abril, 20:00 | Platense                                                               | 96–83                | Petrolero Argentino                                                                                 | Vicente López                                                                             |  |  |
|                    | Parciales: 25 - 13, 16 - 18, 31 - 20, 24 - 32                          |                      | |                                                                                           |  |  |
|                    | Estadísticas Antwaine Wiggins 20 Antwaine Wiggins 13 Facundo Vásquez 5 | Reporte Pts Reb Asts | Estadísticas 19 Carlos Buendía 4 Mario Sepúlveda, Sergio Ravina y Jerónimo Barón 1 Santiago Ludueña | Pabellón: Microestadio Ciudad de Vicente López Árbitros: * Raúl Lorenzo * Leandro Barotto |  |  |
| Serie: 1 - 0       |                                                                        |                      | |                                                                                           |  |  |
|                    |                                                                        |                      | |                                                                                           |  |  |

| 15 de abril, 21:00 | Platense                                                                       | 82–73                | Petrolero Argentino                                            | Vicente López                                                                                  |  |  |
|                    | Parciales: 24 - 23, 25 - 16, 12 - 17, 21 - 17                                  |                      |                                                                |                                                                                                |  |  |
|                    | Estadísticas Antwaine Wiggins 19 Sebastián Morales 7 F. Vázquez y S. Morales 5 | Reporte Pts Reb Asts | Estadísticas 17 Sergio Ravina 7 Marcus Morgan 3 Jerónimo Barón | Pabellón: Microestadio Ciudad de Vicente López Árbitros: * Leandro Lezcano * Maximiliano Moral |  |  |
| Serie: 2 - 0       |                                                                                |                      |                                                                |                                                                                                |  |  |
|                    |                                                                                |                      |                                                                |                                                                                                |  |  |

| 18 de abril, 22:00 | Petrolero Argentino                                                    | 83–77                | Platense                                                                                   |                                                                       |  |  |
|                    | Parciales: 23 - 14, 27 - 15, 14 - 24, 83 - 77                          |                      |                                                                                            |                                                                       |  |  |
|                    | Estadísticas Santiago Ludueña 18 Patricio Allioco 9 Santiago Ludueña 6 | Reporte Pts Reb Asts | Estadísticas 22 Sebastián Morales 7 S. morales y D. Mansilla 2 I. Romani y F. López Banega | Pabellón: Plaza Huincul Árbitros: * Javier Sánchez * José Luis Luigli |  |  |
| Serie: 1 - 2       |                                                                        |                      |                                                                                            |                                                                       |  |  |
|                    |                                                                        |                      |                                                                                            |                                                                       |  |  |

| 20 de abril, 22:00 | Petrolero Argentino                                                         | 85–88                | Platense                                                                             |                                                                        |  |  |
|                    | Parciales: 20 - 22, 19 - 25, 24 - 22, 22 - 19                               |                      |                                                                                      |                                                                        |  |  |
|                    | Estadísticas Mario Sepúlveda 26 M. Gareis y S. Ludueña 5 Santiago Ludueña 5 | Reporte Pts Reb Asts | Estadísticas 23 Antwaine Wiggins 8 Sebastián Morales 3 F. López Banegas y A. Wiggins | Pabellón: Plaza Huincul Árbitros: * Ariel Rosas * Rodrigo Reyes Borras |  |  |
| Serie: 1 - 3       |                                                                             |                      |                                                                                      |                                                                        |  |  |
|                    |                                                                             |                      |                                                                                      |                                                                        |  |  |

Deportivo Viedma - Gimnasia (La Plata)
| 13 de abril, 21:30 | Deportivo Viedma                                                              | 62–53                | Gimnasia (La Plata)                                                                       | Viedma                                                                                         |  |  |
|                    | Parciales: 13 - 18, 18 - 17, 21 - 4, 10 - 14                                  |                      |                                                                                           |                                                                                                |  |  |
|                    | Estadísticas Scott Cutley y Gabriel Peralta 14 Scott Cutley 11 Scott Cutley 4 | Reporte Pts Reb Asts | Estadísticas 12 Lisandro Villa y Eduardo Vassirani 14 Eduardo Vassirani 4 Estéban Rusconi | Pabellón: Polideportivo Ángel Cayetano Arias Árbitros: * Alejandro Zanabone * José Luis Luigli |  |  |
| Serie: 1 - 0       |                                                                               |                      |                                                                                           |                                                                                                |  |  |
|                    |                                                                               |                      |                                                                                           |                                                                                                |  |  |

| 15 de abril, 21:30 | Deportivo Viedma                                                                 | 89–86                | Gimnasia (La Plata)                                                         | Viedma                                                                                          |  |  |
|                    | Parciales: 21 - 23, 19 - 24, 22 - 18, 27 - 21                                    |                      |                                                                             |                                                                                                 |  |  |
|                    | Estadísticas S. Cutley y J. Ledesma 22 S. Cutley y R. Centeno 8 Javier Ledesma 5 | Reporte Pts Reb Asts | Estadísticas 32 Leonardo La Bella 11 Eduardo Vassirani 12 Leonardo La Bella | Pabellón: Polideportivo Ángel Cayetano Arias Árbitros: * Alejandro Trias * Rodrigo Reyes Borras |  |  |
| Serie: 2 - 0       |                                                                                  |                      |                                                                             |                                                                                                 |  |  |
|                    |                                                                                  |                      |                                                                             |                                                                                                 |  |  |

| 18 de abril, 21:30 | Gimnasia (La Plata)                                                        | 71–61                | Deportivo Viedma                                                     | La Plata                                                                          |  |  |
|                    | Parciales: 11 - 17, 11 - 8, 28 - 17, 21 - 19                               |                      |                                                                      |                                                                                   |  |  |
|                    | Estadísticas Maximiliano Segon 23 Eduardo Vassirani 16 Leonardo La Bella 5 | Reporte Pts Reb Asts | Estadísticas 14 Scott Cutley 13 Scott Cutley 1 S. Cutley y P. Franco | Pabellón: Polideportivo Víctor Nethol Árbitros: * Cristian Alfaro * Alberto Ponzo |  |  |
| Serie: 1 - 2       |                                                                            |                      |                                                                      |                                                                                   |  |  |
|                    |                                                                            |                      |                                                                      |                                                                                   |  |  |

| 20 de abril, 21:30 | Gimnasia (La Plata)                                                    | 66–55                | Deportivo Viedma                                                   | La Plata                                                                             |  |  |
|                    | Parciales: 20 - 13, 17 - 16, 10 - 11, 19 - 15                          |                      |                                                                    |                                                                                      |  |  |
|                    | Estadísticas Lisandro Villa 20 Eduardo Vassirani 9 Leonardo La Bella 8 | Reporte Pts Reb Asts | Estadísticas 16 Javier Ledesma 11 Agustín Ambrosino 1 Pedro Franco | Pabellón: Polideportivo Víctor Nethol Árbitros: * Javier Salinas * Maximiliano Moral |  |  |
| Serie: 2 - 2       |                                                                        |                      |                                                                    |                                                                                      |  |  |
|                    |                                                                        |                      |                                                                    |                                                                                      |  |  |

| 23 de abril, 21:30 | Deportivo Viedma                                                                      | 71–55                | Gimnasia (La Plata)                                                  | Viedma                                                                                |  |  |
|                    | Parciales: 13 - 11, 17 - 14, 20 - 19, 21 - 11                                         |                      |                                                                      |                                                                                       |  |  |
|                    | Estadísticas Scott Cutley 22 Agustín Ambrosino 11 S. Cutley, J. Ledesma y P. Franco 2 | Reporte Pts Reb Asts | Estadísticas 21 Lisandro Villa 9 Maximiliano Segón 6 Estéban Rusconi | Pabellón: Polideportivo Ángel Cayetano Arias Árbitros: * Leandro Lezcano * Pedro Hoyo |  |  |
| Serie: 3 - 2       |                                                                                       |                      |                                                                      |                                                                                       |  |  |
|                    |                                                                                       |                      |                                                                      |                                                                                       |  |  |

Hispano Americano - Atenas (Carmen de Patagones)
| 13 de abril, 21:15 | Hispano Americano                                                       | 68–57                | Atenas (CdP)                                                                                                   | Río Gallegos                                                                |  |  |
|                    | Parciales: 29 - 17, 6 - 11, 20 - 6, 13 - 23                             |                      | |                                                                             |  |  |
|                    | Estadísticas Pablo Fernández 20 Terry Martin Jr. 8 Sebastián Mignani 13 | Reporte Pts Reb Asts | Estadísticas 17 Emiliano Agostino 7 César Lavoratornuovo 2 Emiliano Agostino, Hernán Etchepare y Martín Percaz | Pabellón: Estadio Tito Wilson Árbitros: * Leandro Lezcano * Enrique Cáceres |  |  |
| Serie: 1 - 0       |                                                                         |                      | |                                                                             |  |  |
|                    |                                                                         |                      | |                                                                             |  |  |

| 15 de abril, 21:15 | Hispano Americano                                                      | 87–78                | Atenas (CdP)                                                          | Río Gallegos                                                                         |  |  |
|                    | Parciales: 17 - 15, 27 - 19, 20 - 27, 23 - 17                          |                      |                                                                       |                                                                                      |  |  |
|                    | Estadísticas Terry Martin Jr. 19 Terry Martin Jr. 13 Pablo Fernández 4 | Reporte Pts Reb Asts | Estadísticas 15 César Lavoratornuovo 7 Ezeuiel Dentis 4 Martín Percaz | Pabellón: Estadio Tito Wilson Árbitros: * Maximiliano Piedrabuena * José Luis Luigli |  |  |
| Serie: 2 - 0       |                                                                        |                      |                                                                       |                                                                                      |  |  |
|                    |                                                                        |                      |                                                                       |                                                                                      |  |  |

| 18 de abril, 21:30 | Atenas (CdP)                                                      | 74–100               | Hispano Americano                                                   | Carmen de Patagones                                                                  |  |  |
|                    | Parciales: 16 - 21, 16 - 20, 19 - 25, 23 - 34                     |                      |                                                                     |                                                                                      |  |  |
|                    | Estadísticas Martín Percaz 17 Emiliano Agostino 6 Martín Percaz 4 | Reporte Pts Reb Asts | Estadísticas 21 Pablo Fernández 8 Bruno Oprandi 3 Sebastián Mignani | Pabellón: Estadio Carmelo Trípodi Calá Árbitros: * Pedro Hoyo * Rodrigo Reyes Borras |  |  |
| Serie: 0 - 3       |                                                                   |                      |                                                                     |                                                                                      |  |  |
|                    |                                                                   |                      |                                                                     |                                                                                      |  |  |

Estudiantes (Olavarría) - Huracán (Trelew)
| 13 de abril, 21:30 | Estudiantes (O)                                           | 87–78                | Huracán (T)                                                      | Olavarría                                                                          |  |  |
|                    | Parciales: 19 - 19, 12 - 21, 29 - 18, 27 - 20             |                      |                                                                  |                                                                                    |  |  |
|                    | Estadísticas Diego Figueredo 29 Juan Mateo 5 Juan Mateo 6 | Reporte Pts Reb Asts | Estadísticas 18 Martín Melo 11 Martín Melo 3 Gustavo Maranguello | Pabellón: Parque Carlos Guerrero Árbitros: * Javier Sánchez * Rodrigo Reyes Borras |  |  |
| Serie: 1 - 0       |                                                           |                      |                                                                  |                                                                                    |  |  |
|                    |                                                           |                      |                                                                  |                                                                                    |  |  |

| 15 de abril, 21:30 | Estudiantes (O)                                                                | 79–87                | Huracán (T)                                                       | Olavarría                                                                          |  |  |
|                    | Parciales: 16 - 23, 21 - 22, 21 - 21, 21 - 21                                  |                      |                                                                   |                                                                                    |  |  |
|                    | Estadísticas Rodrigo Sánchez 22 Rodrigo Sánchez 13 R. Sánchez y D. Figueredo 3 | Reporte Pts Reb Asts | Estadísticas 20 Byron Johnson II 11 Martín Melo 3 Sebastián Puñét | Pabellón: Parque Carlos Guerrero Árbitros: * Alejandro Zanabonne * Leandro Barotto |  |  |
| Serie: 1 - 1       |                                                                                |                      |                                                                   |                                                                                    |  |  |
|                    |                                                                                |                      |                                                                   |                                                                                    |  |  |

| 18 de abril, 21:30 | Huracán (T)                                                      | 81–67                | Estudiantes (O)                                                                                      | Trelew                                                                            |  |  |
|                    | Parciales: 17 - 23, 20 - 12, 29 - 13, 15 - 19                    |                      | |                                                                                   |  |  |
|                    | Estadísticas Martín Melo 18 Byron Johnson II 9 Valentín Burgos 3 | Reporte Pts Reb Asts | Estadísticas 17 Ronald Yates 7 J. Gamazo y R. Yates 2 J. Gamazo, R. Sánchez, D. Figueredo y J. Mateo | Pabellón: Estadio Atilio Viglione Árbitros: * Alejandro Trias * Cristian Salguero |  |  |
| Serie: 2 - 1       |                                                                  |                      | |                                                                                   |  |  |
|                    |                                                                  |                      | |                                                                                   |  |  |

| 20 de abril, 21:30 | Huracán (T)                                                                  | 89–74                | Estudiantes (O)                                                           | Trelew                                                                   |  |  |
|                    | Parciales: 25 - 17, 22 - 14, 23 - 23, 19 - 20                                |                      |                                                                           |                                                                          |  |  |
|                    | Estadísticas B. Johnson II y M. Melo 17 Facundo Brizuela 6 Sebastián Puñet 6 | Reporte Pts Reb Asts | Estadísticas 26 Diego Figueredo 10 Joaquín Gamazo 2 R. Sánchez y P. Pérez | Pabellón: Estadio Atilio Viglione Árbitros: * Pedro Hoyo * Alberto Ponzo |  |  |
| Serie: 3 - 1       |                                                                              |                      |                                                                           |                                                                          |  |  |
|                    |                                                                              |                      |                                                                           |                                                                          |  |  |

### Semifinales de conferencia

#### Conferencia norte
Villa Ángela Basket - Barrio Parque
| 27 de abril, 22:00 | Villa Ángela Basket                                              | 74–69                | Barrio Parque                                                         | Villa Ángela                                                                                             |  |  |
|                    | Parciales: 19 - 18, 14 - 20, 21 - 18, 20 - 13                    |                      |                                                                       | |  |  |
|                    | Estadísticas César Avalle 20 Ariel Zago 10 Christian Schlopper 6 | Reporte Pts Reb Asts | Estadísticas 24 Andrés Mariani 13 Nicolás Lauría 5 Fernando Titarelli | Pabellón: Estadio Carlos "mona" Lobera Árbitros: * Maximiliano Piedrabuena * Ariel Rosas * Alberto Ponzo |  |  |
| Serie: 1 - 0       |                                                                  |                      |                                                                       | |  |  |
|                    |                                                                  |                      |                                                                       | |  |  |

| 29 de abril, 22:00 | Villa Ángela Basket                                                           | 78–73                | Barrio Parque                                                        | Villa Ángela                                                                                        |  |  |
|                    | Parciales: 16 - 18, 28 - 16, 17 - 29, 17 - 10                                 |                      |                                                                      | |  |  |
|                    | Estadísticas Christian Schoppler 19 M. Cequeira y A. Zago 7 Martín Cequeira 4 | Reporte Pts Reb Asts | Estadísticas 23 Andrés Mariani 9 Nicolás Lauria 9 Fernando Titarelli | Pabellón: Estadio Carlos "mona" Lobera Árbitros: * Pedro Hoyo * Leandro Lezcano * Sebastián Vasallo |  |  |
| Serie: 2 - 0       |                                                                               |                      |                                                                      | |  |  |
|                    |                                                                               |                      |                                                                      | |  |  |

| 2 de mayo, 21:00 | Barrio Parque                                                         | 96–82                | Villa Ángela Basket                                                                       | Córdoba                                                                                  |  |  |
|                  | Parciales: 19 - 21, 22 - 25, 32 - 21, 23 - 15                         |                      |                                                                                           |                                                                                          |  |  |
|                  | Estadísticas Nicolás Lauría 29 Nicolás Lauría 8 Feernando Titarelli 9 | Reporte Pts Reb Asts | Estadísticas 30 Christian Schlopper 7 A. Zago y S. Picton 4 M. Cequeira y G. Laphitzborde | Pabellón: Teatro del Parque Árbitros: * Pablo Leyton * Alejandro Trías * Leandro Barotto |  |  |
| Serie: 1 - 2     |                                                                       |                      |                                                                                           |                                                                                          |  |  |
|                  |                                                                       |                      |                                                                                           |                                                                                          |  |  |

| 4 de mayo, 21:00 | Barrio Parque                                                               | 85–76                | Villa Ángela Basket                                                                 | Córdoba                                                                                  |  |  |
|                  | Parciales: 38 - 15, 10 - 21, 20 - 23, 17 - 17                               |                      |                                                                                     |                                                                                          |  |  |
|                  | Estadísticas Andrés Mariani 34 Nicolás Lauria 14 F. Titarelli y N. Lauria 4 | Reporte Pts Reb Asts | Estadísticas 24 César Avalle 6 A. Zago y S. Picton 4 C. Schlopper y G. Laphitzborde | Pabellón: Teatro del Parque Árbitros: * Cristian Alfaro * Raúl Lorenzo * Enrique Cáceres |  |  |
| Serie: 2 - 2     |                                                                             |                      |                                                                                     |                                                                                          |  |  |
|                  |                                                                             |                      |                                                                                     |                                                                                          |  |  |

| 7 de mayo, 22:00 | Villa Ángela Basket                                                                                      | 88–94                | Barrio Parque                                                            | Villa Ángela                                                                                             |  |  |
|                  | Parciales: 16 - 22, 25 - 27, 23 - 19, 24 - 26                                                            |                      |                                                                          | |  |  |
|                  | Estadísticas César Avalle 19 Schlopper, Cequeira, Prowell, Laphitzborde y Picton 5 Christian Schlopper 3 | Reporte Pts Reb Asts | Estadísticas 24 Fernando Titarelli 8 Nicolás Lauría 8 Fernando Titarelli | Pabellón: Estadio Carlos "mona" Lobera Árbitros: * Pedro Hoyo * Maximiliano Piedrabuena * Gustavo D'Anna |  |  |
| Serie: 2 - 3     | |                      |                                                                          | |  |  |
|                  | |                      |                                                                          | |  |  |

Hindú (Resistencia) - Echagüe
| 27 de abril, 22:00 | Hindú (R)                                                     | 90–88                | Echagüe                                                                       | Resistencia                                                                               |  |  |
|                    | Parciales: 18 - 18, 22 - 20, 17 - 20, 19 - 18 (T.E.: 14 - 12) |                      |                                                                               |                                                                                           |  |  |
|                    | Estadísticas Kenneth Jones 36 Pablo Moya 11 Nicolás Paletta 7 | Reporte Pts Reb Asts | Estadísticas 18 Agustín Carnovale 19 Santiago González 6 Lisandro Ruiz Moreno | Pabellón: Hindú Club Árbitros: * Alejandro Zanabone * Leandro Lezcano * Maximiliano Moral |  |  |
| Serie: 1 - 0       |                                                               |                      |                                                                               |                                                                                           |  |  |
|                    |                                                               |                      |                                                                               |                                                                                           |  |  |

| 29 de abril, 22:00 | Hindú (R)                                                       | 73–64                | Echagüe                                                                    | Resistencia                                                                    |  |  |
|                    | Parciales: 20 - 13, 16 - 14, 14 - 20, 23 - 17                   |                      |                                                                            |                                                                                |  |  |
|                    | Estadísticas Kenneth Jones 17 Kenneth Jones 9 Nicolás Paletta 7 | Reporte Pts Reb Asts | Estadísticas 16 Agustín Carnovale 12 Santiago González 3 Agustín Carnovale | Pabellón: Hindú Club Árbitros: * Ariel Rosas * Héctor Wasinger * Alberto Ponzo |  |  |
| Serie: 2 - 0       |                                                                 |                      |                                                                            |                                                                                |  |  |
|                    |                                                                 |                      |                                                                            |                                                                                |  |  |

| 2 de mayo, 21:00 | Echagüe                                                                       | 84–79                | Hindú (R)                                                       | Paraná                                                                                 |  |  |
|                  | Parciales: 25 - 24, 19 - 11, 17 - 20, 23 - 24                                 |                      |                                                                 |                                                                                        |  |  |
|                  | Estadísticas Santiago González 24 Santiago González 13 Lisandro Ruiz Moreno 4 | Reporte Pts Reb Asts | Estadísticas 24 Kenneth Jones 7 Kenneth Jones 4 Nicolás Paletta | Pabellón: Estadio Luis Butta Árbitros: * Pedro Hoyo * Cristian Alfaro * Gustavo D'Anna |  |  |
| Serie: 1 - 2     |                                                                               |                      |                                                                 |                                                                                        |  |  |
|                  |                                                                               |                      |                                                                 |                                                                                        |  |  |

| 4 de mayo, 21:00 | Echagüe                                                                   | 74–72                | Hindú (R)                                                      | Paraná                                                                                    |  |  |
|                  | Parciales: 11 - 24, 19 - 21, 20 - 12, 24 - 15                             |                      |                                                                |                                                                                           |  |  |
|                  | Estadísticas Santiago González 18 Santiago González 7 Agustín Carnovale 3 | Reporte Pts Reb Asts | Estadísticas 25 Kenneth Jones 12 Kenneth Jones 2 Kenneth Jones | Pabellón: Estadio Luis Butta Árbitros: * Alejandro Trías * Pablo Leyton * Leandro Barotto |  |  |
| Serie: 2 - 2     |                                                                           |                      |                                                                |                                                                                           |  |  |
|                  |                                                                           |                      |                                                                |                                                                                           |  |  |

| 7 de mayo, 21:00 | Hindú (R)                                                       | 76–79                | Echagüe                                                                        | Resistencia                                                                              |  |  |
|                  | Parciales: 20 - 24, 17 - 13, 20 - 22, 19 - 20                   |                      |                                                                                |                                                                                          |  |  |
|                  | Estadísticas Kenneth Jones 26 Kenneth Jones 9 Nicolás Paletta 5 | Reporte Pts Reb Asts | Estadísticas 24 Lisandro Ruiz Moreno 8 S. González y S. Cabello 5 Gastón Torre | Pabellón: Hindú Club Árbitros: * Leandro Lezcano * Cristian Salguero * Maximiliano Moral |  |  |
| Serie: 2 - 3     |                                                                 |                      |                                                                                |                                                                                          |  |  |
|                  |                                                                 |                      |                                                                                |                                                                                          |  |  |

#### Conferencia sur
Platense - Huracán (Trelew)
| 28 de abril, 21:00 | Platense                                                                | 95–91                | Huracán (T)                                                                                | Vicente López                                                                                            |  |  |
|                    | Parciales: 20 - 15, 22 - 20, 25 - 26, 16 - 22 (T.E.: 12 - 8)            |                      |                                                                                            | |  |  |
|                    | Estadísticas Sebastián Morales 21 Antwaine Wiggins 8 Antwaine Wiggins 3 | Reporte Pts Reb Asts | Estadísticas 21 Valentín Burgos 6 Byron Johnson II 1 S. Puñét, G. Maranguello y J. Laterza | Pabellón: Microestadio Ciudad de Vicente López Árbitros: * Pablo Leyton * Raúl Lorenzo * Enrique Cáceres |  |  |
| Serie: 1 - 0       |                                                                         |                      |                                                                                            | |  |  |
|                    |                                                                         |                      |                                                                                            | |  |  |

| 30 de abril, 21:00 | Platense                                                              | 79–59                | Huracán (T)                                                          | Vicente López |  |  |
|                    | Parciales: 29 - 13, 14 - 10, 18 - 26, 18 - 10                         |                      |                                                                      | |  |  |
|                    | Estadísticas Antwaine Wiggins 22 Antwaine Wiggins 7 Facundo Vázquez 4 | Reporte Pts Reb Asts | Estadísticas 18 Martín Melo 6 Byron Johnson II 1 M. Melo y V. Burgos | Pabellón: Microestadio Ciudad de Vicente López Árbitros: * Maximiliano Piedrabuena * Alejandro Zanabone * Maximiliano Moral |  |  |
| Serie: 2 - 0       |                                                                       |                      |                                                                      | |  |  |
|                    |                                                                       |                      |                                                                      | |  |  |

| 3 de mayo, 21:30 | Huracán (T)                                                                                            | 79–67                | Platense                                                                       | Trelew                                                                                          |  |  |
|                  | Parciales: 25 - 18, 15 - 14, 18 - 20, 21 - 15                                                          |                      |                                                                                |                                                                                                 |  |  |
|                  | Estadísticas Byron Johnson II 20 Byron Johnson II 8 V. Burgos, F. Brizuela, J. Laterza y F. Cosolito 1 | Reporte Pts Reb Asts | Estadísticas 19 Antwaine Wiggins 10 Sebastián Morales 2 Federico López Banegas | Pabellón: Estadio Atilio Viglione Árbitros: * Javier Sánchez * Cristian Salguero * Sergio López |  |  |
| Serie: 1 - 2     | |                      |                                                                                |                                                                                                 |  |  |
|                  | |                      |                                                                                |                                                                                                 |  |  |

| 5 de mayo, 21:30 | Huracán (T)                                                 | 72–71                | Platense                                                                 | Trelew                                                                                               |  |  |
|                  | Parciales: 13 - 14, 18 - 11, 24 - 24, 17 - 22               |                      |                                                                          | |  |  |
|                  | Estadísticas Martín Melo 22 Martín Melo 7 Valentín Burgos 4 | Reporte Pts Reb Asts | Estadísticas 28 Antwaine Wiggins 19 Antwaine Wiggins 3 Sebastián Morales | Pabellón: Estadio Atilio Viglione Árbitros: * Lenadro Lezcano * Alberto Ponzo * Rodrigo Reyes Borras |  |  |
| Serie: 2 - 2     |                                                             |                      |                                                                          | |  |  |
|                  |                                                             |                      |                                                                          | |  |  |

| 8 de mayo, 21:00 | Platense                                                             | 73–70                | Huracán (T)                                                                                   | Vicente López                                                                                                 |  |  |
|                  | Parciales: 15 - 21, 17 - 18, 21 - 14, 20 - 17                        |                      |                                                                                               | |  |  |
|                  | Estadísticas Antwaine Wiggins 24 Antwaine Wiggins 6 Lucas Gornatti 3 | Reporte Pts Reb Asts | Estadísticas 20 Martín Melo 9 Gustavo Maranguello 1 Johnson II, Burgos, Maranguello y Laterza | Pabellón: Microestadio Ciudad de Vicente López Árbitros: * Ariel Rosas * Alejandro Zanabone * Enrique Cáceres |  |  |
| Serie: 3 - 2     |                                                                      |                      |                                                                                               | |  |  |
|                  |                                                                      |                      |                                                                                               | |  |  |

Deportivo Viedma - Hispano Americano
| 28 de abril, 21:30 | Deportivo Viedma                                                      | 89–91                | Hispano Americano                                                       | Viedma |  |  |
|                    | Parciales: 14 - 24, 24 - 28, 25 - 20, 26 - 19                         |                      |                                                                         | |  |  |
|                    | Estadísticas J. Ledesma y P. Franco 21 Scott Cutley 11 Pedro Franco 5 | Reporte Pts Reb Asts | Estadísticas 27 Sebastián Mignani 7 Terry Martin Jr. 3 Terry Martin Jr. | Pabellón: Polideportivo Ángel Cayetano Arias Árbitros: * Alejandro Trías * Cristian Alfaro * Cristian Salguero |  |  |
| Serie: 0 - 1       |                                                                       |                      |                                                                         | |  |  |
|                    |                                                                       |                      |                                                                         | |  |  |

| 30 de abril, 21:30 | Deportivo Viedma                                                     | 57–71                | Hispano Americano                                                     | Viedma                                                                                                   |  |  |
|                    | Parciales: 16 - 13, 16 - 17, 10 - 19, 15 - 22                        |                      |                                                                       | |  |  |
|                    | Estadísticas Scott Cutley 25 Scott Cutley 13 S. Cutley y P. Franco 4 | Reporte Pts Reb Asts | Estadísticas 16 Gonzalo Tórrez 8 Terry Martin Jr. 5 Sebastián Mignani | Pabellón: Polideportivo Ángel Cayetano Arias Árbitros: * Javier Sánchez * Pablo Leyton * Enrique Cáceres |  |  |
| Serie: 0 - 2       |                                                                      |                      |                                                                       | |  |  |
|                    |                                                                      |                      |                                                                       | |  |  |

| 3 de mayo, 21:15 | Hispano Americano                                                    | 101–79               | Deportivo Viedma                                           | Río Gallegos                                                                                        |  |  |
|                  | Parciales: 32 - 16, 24 - 21, 18 - 16, 27 - 24                        |                      |                                                            | |  |  |
|                  | Estadísticas Terry Martin Jr. 27 Terry Martin Jr. 7 Bruno Oprandi 10 | Reporte Pts Reb Asts | Estadísticas 23 Scott Cutley 6 Pedro Franco 8 Pedro Franco | Pabellón: Estadio Tito Wilson Árbitros: * Leandro Lezcano * Maximiliano Piedrabuena * Alberto Ponzo |  |  |
| Serie: 3 - 0     |                                                                      |                      |                                                            | |  |  |
|                  |                                                                      |                      |                                                            | |  |  |

### Finales de conferencia

#### Conferencia norte
Barrio Parque - Echagüe
| 12 de mayo, 21:00 | Barrio Parque                                                            | 76–69                | Echagüe                                                         | Córdoba                                                                                  |  |  |
|                   | Parciales: 23 - 19, 23 - 18, 12 - 17, 18 - 15                            |                      |                                                                 |                                                                                          |  |  |
|                   | Estadísticas Nicolás Lauría 20 Nicolás Lauría 15 N. Lauría y L. Rivata 4 | Reporte Pts Reb Asts | Estadísticas 21 Julián Morales 14 Julián Morales 3 Gastón Torre | Pabellón: Teatro del Parque Árbitros: * Ariel Rosas * Javier Sánchez * Sebastián Vasallo |  |  |
| Serie: 1 - 0      |                                                                          |                      |                                                                 |                                                                                          |  |  |
|                   |                                                                          |                      |                                                                 |                                                                                          |  |  |

| 14 de mayo, 21:00 | Barrio Parque                                                                  | 83–59                | Echagüe                                                                       | Córdoba                                                                                |  |  |
|                   | Parciales: 21 - 11, 22 - 11, 19 - 13, 21 - 24                                  |                      |                                                                               |                                                                                        |  |  |
|                   | Estadísticas J. Chiera y T. Ligorria 19 Lautaro Rivata 10 Fernando Titarelli 8 | Reporte Pts Reb Asts | Estadísticas 14 Santiago González 13 Santiago González 4 Lisandro Ruiz Moreno | Pabellón: Teatro del Parque Árbitros: * Pablo Leyton * Héctor Wasinger * Alberto Ponzo |  |  |
| Serie: 2 - 0      |                                                                                |                      |                                                                               |                                                                                        |  |  |
|                   |                                                                                |                      |                                                                               |                                                                                        |  |  |

| 17 de mayo, 21:00 | Echagüe                                                                       | 69–70                | Barrio Parque                                                        | Paraná                                                                                  |  |  |
|                   | Parciales: 17 - 16, 18 - 17, 18 - 22, 16 - 15                                 |                      |                                                                      |                                                                                         |  |  |
|                   | Estadísticas Sebastián Cabello 22 Santiago González 15 Lisandro Ruiz Moreno 3 | Reporte Pts Reb Asts | Estadísticas 22 Nicolás Lauría 9 Nicolás Lauría 6 Fernando Titarelli | Pabellón: Estadio Luis Butta Árbitros: * Pedro Hoyo * Alejandro Trías * Enrique Cáceres |  |  |
| Serie: 0 - 3      |                                                                               |                      |                                                                      |                                                                                         |  |  |
|                   |                                                                               |                      |                                                                      |                                                                                         |  |  |

#### Conferencia sur
Platense - Hispano Americano
| 12 de mayo, 21:00 | Platense                                                                     | 67–89                | Hispano Americano                                              | Vicente López                                                                                               |  |  |
|                   | Parciales: 11 - 16, 13 - 20, 12 - 17, 17 - 27                                |                      |                                                                | |  |  |
|                   | Estadísticas Antwaine Wiggins 21 Antwaine Wiggins 5 I. Romani y A. Wiggins 2 | Reporte Pts Reb Asts | Estadísticas 21 Carlos Paredes 8 Bruno Oprandi 4 Bruno Oprandi | Pabellón: Microestadio Ciudad de Vicente López Árbitros: * Raúl Lorenzo * Héctor Wasinger * Leandro Barotto |  |  |
| Serie: 0 - 1      |                                                                              |                      |                                                                | |  |  |
|                   |                                                                              |                      |                                                                | |  |  |

| 14 de mayo, 20:00 | Platense                                                               | 78–83                | Hispano Americano                                                                | Vicente López                                                                                                   |  |  |
|                   | Parciales: 17 - 17, 22 - 28, 25 - 14, 14 - 24                          |                      |                                                                                  | |  |  |
|                   | Estadísticas Antwaine Wiggins 25 Antwaine Wiggins 11 Facundo Vázquez 5 | Reporte Pts Reb Asts | Estadísticas 24 Sebastián Mignani 6 Terry Martin Jr. 2 B. Oprandi y P. Fernández | Pabellón: Microestadio Ciudad de Vicente López Árbitros: * Alejandro Trías * Sebastián Vasallo * Javier Sánchez |  |  |
| Serie: 0 - 2      |                                                                        |                      |                                                                                  | |  |  |
|                   |                                                                        |                      |                                                                                  | |  |  |

| 17 de mayo, 21:15 | Hispano Americano                                                                  | 73–67                | Platense | Río Gallegos                                                                                     |  |  |
|                   | Parciales: 21 - 16, 17 - 14, 14 - 12, 21 - 25                                      |                      | |                                                                                                  |  |  |
|                   | Estadísticas T. Martin Jr. y S. Mignani 15 Terry Martin Jr. 12 Sebastián Mignani 5 | Reporte Pts Reb Asts | Estadísticas 28 Antwaine Wiggins 8 Antwaine Wiggins 2 D. Mansilla, F. Vázquez, S. Morales, L. Gornatti y F. López Banega | Pabellón: Estadio Tito Wilson Árbitros: * Cristian Alfaro * Cristian Salguero * José Luis Luigli |  |  |
| Serie: 3 - 0      |                                                                                    |                      | |                                                                                                  |  |  |
|                   |                                                                                    |                      | |                                                                                                  |  |  |

### Final nacional
Hispano Americano - Barrio Parque
| 27 de mayo, 20:15 | Hispano Americano                                                               | 68–80                | Barrio Parque                                                         | Río Gallegos                                                                                         |  |  |
|                   | Parciales: 16 - 18, 22 - 20, 21 - 19, 9 - 23                                    |                      |                                                                       | |  |  |
|                   | Estadísticas Terry Martin Jr. 16 Bruno Oprandi 7 Mignani, Oprandi y Fernández 3 | Reporte Pts Reb Asts | Estadísticas 24 Nicolás Lauría 11 Nicolás Lauría 7 Fernando Titarelli | Pabellón: Estadio Tito Wilson Árbitros: * Javier Sánchez * Maximiliano Piedrabuena * Enrique Cáceres |  |  |
| Serie: 0 - 1      |                                                                                 |                      |                                                                       | |  |  |
|                   |                                                                                 |                      |                                                                       | |  |  |

| 29 de mayo, 20:15 | Hispano Americano                                                        | 74–66                | Barrio Parque                                                        | Río Gallegos                                                                               |  |  |
|                   | Parciales: 21 - 18, 10 - 18, 20 - 12, 23 - 18                            |                      |                                                                      |                                                                                            |  |  |
|                   | Estadísticas Terry Martin Jr. 15 Terry Martin Jr. 14 Sebastián Mignani 3 | Reporte Pts Reb Asts | Estadísticas 15 Andrés Mariani 7 Nicolás Lauría 7 Fernando Titarelli | Pabellón: Estadio Tito Wilson Árbitros: * Leandro Lezcano * Pedro Hoyo * Cristian Salguero |  |  |
| Serie: 1 - 1      |                                                                          |                      |                                                                      |                                                                                            |  |  |
|                   |                                                                          |                      |                                                                      |                                                                                            |  |  |

| 2 de junio, 21:00 | Barrio Parque                                                     | 61–63                | Hispano Americano                                                         | Córdoba                                                                                 |  |  |
|                   | Parciales: 14 - 16, 14 - 15, 16 - 17, 17 - 15                     |                      |                                                                           |                                                                                         |  |  |
|                   | Estadísticas Nicolás Lauría 21 Nicolás Lauría 14 Nicolás Lauría 4 | Reporte Pts Reb Asts | Estadísticas 17 Sebastián Mignani 10 Terry Martin Jr. 3 Sebastián Mignani | Pabellón: Teatro del Parque Árbitros: * Ariel Rosas * Cristian Alfaro * Leandro Barotto |  |  |
| Serie: 1 - 2      |                                                                   |                      |                                                                           |                                                                                         |  |  |
|                   |                                                                   |                      |                                                                           |                                                                                         |  |  |

| 4 de junio, 19:00 | Barrio Parque                                                        | 82–77                | Hispano Americano                                                         | Córdoba                                                                                 |  |  |
|                   | Parciales: 9 - 18, 27 - 17, 26 - 19, 20 - 23                         |                      |                                                                           |                                                                                         |  |  |
|                   | Estadísticas Nicolás Lauría 20 Nicolás Lauría 9 Fernando Titarelli 5 | Reporte Pts Reb Asts | Estadísticas 24 Sebastián Mignani 8 Sebastián Mignani 3 Sebastián Mignani | Pabellón: Teatro del Parque Árbitros: * Alejandro Trías * Pablo Leyton * Gustavo D'Anna |  |  |
| Serie: 2 - 2      |                                                                      |                      |                                                                           |                                                                                         |  |  |
|                   |                                                                      |                      |                                                                           |                                                                                         |  |  |

| 8 de junio, 20:15 | Hispano Americano                                                    | 77–67                | Barrio Parque                                                                          | Río Gallegos                                                                            |  |  |
|                   | Parciales: 19 - 13, 10 - 15, 25 - 14, 23 - 25                        |                      |                                                                                        |                                                                                         |  |  |
|                   | Estadísticas Sebastián Mignani 20 Terry Martin Jr. 8 Bruno Oprandi 7 | Reporte Pts Reb Asts | Estadísticas 19 Andrés Mariani 14 Nicolás Lauría 3 Fernando Titarelli y Nicolás Lauría | Pabellón: Estadio Tito Wilson Árbitros: * Leandro Lezcano * Pedro Hoyo * Javier Sánchez |  |  |
| Serie: 3 - 2      |                                                                      |                      |                                                                                        |                                                                                         |  |  |
|                   |                                                                      |                      |                                                                                        |                                                                                         |  |  |

Hispano Americano

Campeón

Primer título

Primer ascenso